# Énergie en Europe
L'énergie en Europe décrit les réserves et les flux : production, importation, consommation d'énergie en Europe.
Les réserves pétrolières et gazières de l'Union européenne sont modestes ; celles du reste de l'Europe sont principalement concentrées en Russie et en Norvège. Les réserves de charbon et de lignite sont importantes en Pologne et en Allemagne, et plus encore en Russie et en Ukraine. Les réserves d'uranium sont modestes, sauf en Russie et en Ukraine.
La production de pétrole et de gaz naturel de l'Union européenne décline du fait de l'épuisement des gisements de la Mer du Nord ; celle de charbon décline du fait de la politique climatique de l'Union.
Les importations de pétrole et de gaz naturel sont massives et créent une dépendance élevée envers le Moyen-Orient pour le pétrole et envers la Russie pour le gaz naturel.

## Réserves énergétiques

### Pétrole
Les réserves pétrolières sont le volume de pétrole récupérable, à partir de champs de pétrole découverts, sur la base des contraintes économiques et techniques actuelles. Les réserves probables et possibles sont regroupées dans le terme « ressources ».
Les réserves pétrolières prouvées de l'Union européenne sont modestes ; celles du reste de l'Europe sont principalement concentrées en Russie. La durée résiduelle de l'exploitation (ratio réserves/production) est faible. BGR (Agence fédérale allemande pour les sciences de la Terre et les matières premières) fourni des estimations des réserves et ressources pétrolières :
| Pays                                                          | Réserves fin 2020 | Production 2021 | R/P** | Ressources fin 2020 |
| Union européenne :                                            |                   |                 |       |                     |
| Estonie                                                       | 172               | 1,2*            | 143   | 455                 |
| Roumanie                                                      | 82                | 3,3             | 25    | 200                 |
| Italie                                                        | 80                | 4,8             | 17    | 1 540               |
| Danemark                                                      | 57                | 3,2             | 18    | 187                 |
| Espagne                                                       | 20                | <0,05*          | ns    | 43                  |
| Pays-Bas                                                      | 19                | 1,8*            | 11    | 455                 |
| Allemagne                                                     | 18                | 1,9*            | 9     | 240                 |
| Pologne                                                       | 12                | 0,9*            | 13    | 255                 |
| Croatie                                                       | 10                | 0,7*            | 14    | 16                  |
| France                                                        | 8                 | 0,6*            | 13    | 801                 |
| Union européenne                                              | 492               | 17,8            | 28    | 5 138               |
| Pays voisins :                                                |                   |                 |       |                     |
| Russie                                                        | 14 767            | 536,4           | 27,5  | 84 799              |
| Norvège                                                       | 1 057             | 93,8            | 11,3  | 2 415               |
| Azerbaïdjan                                                   | 952               | 35,1            | 27    | 1 245               |
| Royaume-Uni                                                   | 340               | 40,9            | 8,3   | 1 263               |
| Ukraine                                                       | 54                | 2,6*            | 21    | 377                 |
| Turquie                                                       | 50                | 3,3*            | 15    | 980                 |
| * Production 2020 ** R/P = Réserves fin 2020/Production 2021. |                   |                 |       |                     |

Les ressources sont constituées en majorité de pétrole de schiste : les ressources de l'UE-28 (6 041 Mt) comprennent 2 166 Mt de pétrole conventionnel, 1 541 Mt d'huile de schiste et 2 261 Mt d'huile de schiste bitumineux.
| Pays               | 1995  | 2005  | 2015  | 2018  | 2019  | R/P (2019) |
| ------------------ | ----- | ----- | ----- | ----- | ----- | ---------- |
| Union européenne : |       |       |       |       |       |            |
| Danemark           | 0,9   | 1,3   | 0,6   | 0,4   | 0,4   | 11,7       |
| Italie             | 0,8   | 0,5   | 0,6   | 0,6   | 0,6   | 17,0       |
| Roumanie           | 1,0   | 0,5   | 0,6   | 0,6   | 0,6   | 22,0       |
| Royaume-Uni        | 4,5   | 3,9   | 2,8   | 2,7   | 2,7   | 6,6        |
| pays voisins :     |       |       |       |       |       |            |
| Norvège            | 10,8  | 9,7   | 8,0   | 8,6   | 8,5   | 13,5       |
| Russie             | 113,6 | 104,4 | 102,4 | 107,2 | 107,2 | 25,5       |
| Azerbaïdjan        | 1,2   | 7,0   | 7,0   | 7,0   | 7,0   | 24,6       |

### Gaz naturel
De même que pour le pétrole, les réserves prouvées de l'Union européenne sont modestes et c'est en Russie qu'est concentrée la grande majorité des réserves européennes prouvées de gaz naturel.
| Pays                                                          | Réserves fin 2020 | Production 2021 | R/P** | Ressources fin 2020 |
| Union européenne :                                            |                   |                 |       |                     |
| Pays-Bas                                                      | 133               | 18,1            | 7     | 512                 |
| Roumanie                                                      | 105               | 8,5             | 12    | 1 142               |
| Pologne                                                       | 92                | 3,9             | 24    | 1 252               |
| Italie                                                        | 46                | 3,2             | 14    | 405                 |
| Danemark                                                      | 30                | 1,3             | 23    | 236                 |
| Croatie                                                       | 25                | 0,9*            | 28    | 50                  |
| Allemagne                                                     | 22                | 4,5             | 5     | 1 360               |
| Slovaquie                                                     | 14                | 0,1*            | 140   | 10                  |
| Irlande                                                       | 10                | 2,0*            | 5     | 50                  |
| France                                                        | 8                 | 0,1*            | 80    | 3 984               |
| Union européenne                                              | 507               | 44,0            | 11,5  | 11 672              |
| Pays voisins :                                                |                   |                 |       |                     |
| Russie                                                        | 47 805            | 701,7           | 68    | 145 200             |
| Azerbaïdjan                                                   | 2 200             | 31,8            | 69    | 1 500               |
| Norvège                                                       | 1 545             | 114,3           | 14    | 2 445               |
| Ukraine                                                       | 1 104             | 18,6            | 59    | 4 495               |
| Royaume-Uni                                                   | 133               | 32,7            | 4     | 6 359               |
| Turquie                                                       | 4                 | 0,5*            | 8     | 1 553               |
| * Production 2020 ** R/P = Réserves fin 2020/Production 2021. |                   |                 |       |                     |

Les volumes importants de ressources de certains pays sont majoritairement constitués de gaz de schiste : 11 746 Gm3 pour l'Europe à 28, dont 3 543 Gm3 au Royaume-Uni et 800 Gm3 en Allemagne.
| Pays               | 1995 | 2005 | 2015  | 2018  | 2019  | R/P (2019) |
| Union européenne : |      |      |       |       |       |            |
| Allemagne          | 0,2  | 0,2  | <0,05 | <0,05 | <0,05 | 4,1        |
| Danemark           | 0,1  | 0,1  | <0,05 | <0,05 | <0,05 | 0          |
| Italie             | 0,3  | 0,1  | <0,05 | <0,05 | <0,05 | 9,4        |
| Pays-Bas           | 1,6  | 1,3  | 0,7   | 0,2   | 0,2   | 6,2        |
| Pologne            | 0,1  | 0,1  | 0,1   | 0,1   | 0,1   | 18,1       |
| Roumanie           | 0,4  | 0,6  | 0,1   | 0,1   | 0,1   | 10,6       |
| Royaume-Uni        | 0,7  | 0,5  | 0,2   | 0,2   | 0,2   | 4,7        |
| pays voisins :     |      |      |       |       |       |            |
| Norvège            | 1,4  | 2,4  | 1,9   | 1,6   | 1,5   | 13,4       |
| Russie             | 31,1 | 31,2 | 32,3  | 38,0  | 38,0  | 55,9       |
| Ukraine            | nd   | 0,7  | 0,6   | 1,1   | 1,1   | 55,7       |
| Azerbaïdjan        | nd   | 0,9  | 1,1   | 2,1   | 2,8   | 117,0      |

### Charbon
La Russie, l'Ukraine, la Pologne et l'Allemagne (lignite seulement) possèdent en 2020 la majorité des réserves prouvées de charbon en Europe. La majeure partie des réserves est de qualité médiocre (lignite ou charbon sub-bitumineux), en particulier dans l'Union européenne où seule la Pologne dispose encore de réserves significatives de charbon de qualité.
| Pays | Charbon Mt | Lignite Mt | Total** (EJ) | Production 2021 | R/P  | Ressources charbon Mt | Ressources lignite Mt |
| --- | ---------- | ---------- | ------------ | --------------- | ---- | --------------------- | --------------------- |
| Union européenne : |            |            |              |                 |      |                       |                       |
| Pologne | 22 464     | 5 752      | 624          | 1,76            | 355  | 161 119               | 222 393               |
| Allemagne | -          | 35 700     | 403          | 1,15            | 350  | 82 965                | 36 500                |
| Tchéquie | 1 080      | 2 458      | 54,7         | 0,43            | 127  | 15 423                | 7 064                 |
| Hongrie | 276        | 2 633      | 36,6         | 0,03            | 1220 | 5 075                 | 2 704                 |
| Grèce | -          | 2 876      | 32,5         | 0,06            | 542  | -                     | 3 554                 |
| Bulgarie | 192        | 2 174      | 29,2         | 0,20            | 146  | 3 920                 | 2 400                 |
| Espagne | 868        | 319        | 25,2         | -               | -    | 3 363                 | -                     |
| Pays-Bas | 497        | -          | 12,4         | -               | -    | 2 750                 | -                     |
| Roumanie | 11         | 280        | 3,4          | 0,13            | 26   | 2 435                 | 9 640                 |
| France | -          | -          | -            | -               | -    | 160                   | 114                   |
| Union européenne | 25 472     | 52 682     | 1 230        | 3,93            | 313  | 282 002               | 286 077               |
| Pays voisins : |            |            |              |                 |      |                       |                       |
| Russie | 71 719     | 90 447     | 2 808        | 9,14            | 307  | 1 117 389             | 541 353               |
| Ukraine | 32 039     | 2 336      | 824          | 0,54            | 1526 | 49 006                | 5 381                 |
| Turquie | 550        | 10 975     | 138          | 0,75            | 184  | 786                   | 5 284                 |
| Serbie | 402        | 7 112      | 90,4         | 0,28            | 323  | 453                   | 13 074                |
| Bosnie-Herzégovine | -          | 2 264      | 30,1         | 0,15*           | 201  |                       | 3 010                 |
| Kosovo | -          | 1 564      | 17,7         | 0,10*           | 184  |                       | 9 262                 |
| Royaume-Uni | 28         | -          | 0,7          | 0,03            | 23   | 186 700               | 1 000                 |
| * Production 2020, ; ** Conversion : charbon 24,9 EJ/Gt ; lignite 11,3 EJ/Gt R/P = Réserves fin 2020/Production 2021. |            |            |              |                 |      |                       |                       |

Entre 1999 et 2019, la part de la région "Europe" (hors Russie) dans les réserves mondiales de charbon a baissé de 14,8 % à 12,6 %, alors que ces réserves mondiales augmentaient très légèrement, de 1 058,8 Gt (milliards de tonnes) à 1 069,6 Gt.

### Uranium
Selon le BGR allemand, les réserves exploitables économiquement en 2020 au prix du marché (< 80 $/t) sont très réduites : 39 kt, soit 3,1 % du total mondial ; les ressources totales de l'Union européenne sont estimées à 500 kt, soit 4,1 % du total mondial ; sur ces 500 kt, 77 kt sont prouvées (« raisonnablement assurées »), à des coûts d'extraction de 80 à 260 $/kg ; s'y ajoutent 126 kt de réserves déduites (identifiées) et 284 kt de réserves ultimes (conjecturelles).
| Finlande                                                  | 1     |    |
| Hongrie                                                   | 27    |    |
| Bulgarie                                                  | 25    |    |
| Slovaquie                                                 | 18    | 9  |
| Italie                                                    | 11    | 5  |
| Espagne                                                   | 19    | 5  |
| Suède                                                     | 10    |    |
| Slovénie                                                  | 9     | 2  |
| Grèce                                                     | 13    |    |
| Roumanie                                                  | 13    |    |
| France                                                    | 12    |    |
| Portugal                                                  | 4     | 5  |
| Allemagne                                                 | 7     |    |
| République tchèque                                        | 342   |    |
| pays voisins :                                            |       |    |
| Russie                                                    | 1 348 | 23 |
| Turquie                                                   | 14    |    |
| Ukraine                                                   | 283   | 46 |
| * réserves économiquement exploitables à moins de 80 $/t. |       |    |

Il convient de préciser que la prospection des gisements est très incomplète, car elle s'est arrêtée depuis les années 1990 à cause de la disponibilité de ressources abondantes en uranium à bas prix du fait de l'arrêt du développement du nucléaire aux États-Unis et surtout du recyclage de l'uranium contenu dans les armes atomiques démantelées en vertu des accords de désarmement (traités SALT I et SALT II et surtout traité START).
Par ailleurs, le retraitement des combustibles usés constitue une ressource supplémentaire : la France en tire 1 kt d'uranium équivalent par an. Les quantités cumulées d'uranium de retraitement consommées jusqu'à 2018 atteignent 5,3 kt en France, 2,3 kt en Suisse, 1,7 kt au Royaume-Uni, 0,5 kt en Belgique, etc. À plus long terme, des réacteurs de quatrième génération pourront recycler le plutonium et l'uranium appauvri, voire les autres produits de fission, issus des réacteurs classiques et en tirer une énergie considérablement accrue grâce à la surgénération.

## Production

### Pétrole
| Pays                                   | 1990  | 2000  | 2010 | 2015 | 2016 | 2017 | 2018 | 2019 | % 2019 |
| -------------------------------------- | ----- | ----- | ---- | ---- | ---- | ---- | ---- | ---- | ------ |
| Total EU-28                            | 123,8 | 158,2 | 87,4 | 68,1 | 66,5 | 65,1 | 68,8 | 68,4 | 100 %  |
| Royaume-Uni                            | 89,7  | 118,5 | 58,0 | 42,8 | 44,3 | 43,2 | 47,6 | 48,7 | 71,3 % |
| Danemark                               | 6,0   | 18,1  | 12,2 | 7,7  | 6,9  | 6,7  | 5,7  | 5,0  | 7,3 %  |
| Italie                                 | 4,7   | 4,5   | 5,1  | 5,5  | 3,7  | 4,1  | 4,7  | 4,3  | 6,3 %  |
| Roumanie                               | 5,5   | 6,0   | 4,2  | 3,9  | 3,7  | 3,5  | 3,5  | 3,4  | 5,0 %  |
| Allemagne                              | 3,7   | 3,2   | 2,5  | 2,4  | 2,4  | 2,2  | 2,1  | 1,9  | 2,8 %  |
| Pologne                                | 0,2   | 0,6   | 0,7  | 0,9  | 1,0  | 1,0  | 1,0  | 1,0  | 1,4 %  |
| Hongrie                                | 1,9   | 1,2   | 0,7  | 0,6  | 0,7  | 0,7  | 0,8  | 0,9  | 1,3 %  |
| Pays-Bas                               | 3,6   | 1,5   | 1,0  | 1,4  | 1,0  | 1,0  | 0,9  | 0,7  | 1,1 %  |
| France                                 | 3,1   | 1,4   | 0,9  | 0,8  | 0,8  | 0,8  | 0,8  | 0,7  | 1,1 %  |
| Croatie                                | 2,5   | 1,1   | 0,6  | 0,6  | 0,7  | 0,7  | 0,7  | 0,7  | 1,0 %  |
| Autriche                               | 1,1   | 1,0   | 0,9  | 0,9  | 0,8  | 0,8  | 0,7  | 0,7  | 1,0 %  |
| Grèce                                  |       |       | 0,1  | 0,1  | 0,2  | 0,1  | 0,2  | 0,2  | 0,2 %  |
| République tchèque                     | 0,05  | 0,2   | 0,2  | 0,1  | 0,1  | 0,1  | 0,1  | 0,1  | 0,1 %  |
| Espagne                                | 0,8   | 0,2   | 0,1  | 0,2  | 0,1  | 0,1  | 0,1  | 0,04 | 0,06 % |
| Autres pays européens ou voisins :     |       |       |      |      |      |      |      |      |        |
| Norvège                                | 81,0  | 163,6 | 91,3 | 77,9 | 79,8 | 78,4 | 73,7 | 70,0 |        |
| Turquie                                | 3,7   | 2,8   | 2,5  | 2,5  | 2,6  | 2,6  | 2,9  | 3,0  |        |
| Ukraine                                | 4,3   | 2,6   | 2,6  | 1,9  | 1,6  | 1,5  | 1,6  | nd   |        |
| Serbie                                 | 1,0   | 1,0   | 0,9  | 1,0  | 0,9  | 0,9  | 0,9  | nd   |        |
| Albanie                                | 1,0   | 0,3   | 0,7  | 1,3  | 1,1  | 1,0  | 0,9  | 1,0  |        |
| Source : Eurostat (2019 : provisoire). |       |       |      |      |      |      |      |      |        |

### Gaz naturel
| Pays                               | 1990  | 2000  | 2010  | 2015  | 2016  | 2017  | 2018  | 2019  | % 2019 |
| ---------------------------------- | ----- | ----- | ----- | ----- | ----- | ----- | ----- | ----- | ------ |
| Total EU-28                        | 7 629 | 9 759 | 7 410 | 4 993 | 4 992 | 4 794 | 4 369 | 4 043 | 100 %  |
| Royaume-Uni                        | 1 904 | 4 538 | 2 316 | 1 626 | 1 670 | 1 675 | 1 621 | 1 584 | 39,2 % |
| Pays-Bas                           | 2 537 | 2 454 | 3 011 | 1 835 | 1 772 | 1 541 | 1 292 | 1 124 | 27,8 % |
| Roumanie                           | 1 066 | 510   | 401   | 409   | 362   | 396   | 394   | 386   | 9,5 %  |
| Allemagne                          | 630   | 735   | 517   | 295   | 305   | 280   | 219   | 223   | 5,5 %  |
| Italie                             | 653   | 634   | 320   | 258   | 220   | 211   | 208   | 183   | 4,5 %  |
| Pologne                            | 111   | 154   | 172   | 171   | 165   | 163   | 161   | 159   | 3,9 %  |
| Danemark                           | 129   | 345   | 342   | 193   | 189   | 202   | 172   | 128   | 3,2 %  |
| Irlande                            | 87    | 45    | 11    | 5     | 116   | 132   | 128   | 99    | 2,4 %  |
| Hongrie                            | 177   | 115   | 104   | 64    | 66    | 66    | 68    | 61    | 1,5 %  |
| Croatie                            | 75    | 63    | 103   | 68    | 64    | 57    | 47    | 40    | 1,0 %  |
| Autriche                           | 52    | 72    | 65    | 48    | 45    | 49    | 40    | 36    | 0,9 %  |
| République tchèque                 | 9     | 8     | 9     | 10    | 8     | 9     | 8     | 8     | 0,2 %  |
| Bulgarie                           | 0,5   | 0,6   | 3     | 4     | 4     | 3     | 1,3   | 1,5   | 0,04 % |
| France                             | 117   | 70    | 30    | 0,9   | 0,8   | 0,7   | 0,4   | 0,7   | 0,02 % |
| Autres pays européens ou voisins : |       |       |       |       |       |       |       |       |        |
| Norvège                            | 1 123 | 2 153 | 4 406 | 4 784 | 4 761 | 5 058 | 4 950 | 4 678 |        |
| Ukraine                            | 1 051 | 698   | 718   | 690   | 706   | 720   | 767   | 710   |        |
| Serbie                             | 25    | 29    | 14    | 21    | 19    | 18    | 17    | 16    |        |
| Turquie                            | 8     | 24    | 26    | 15    | 14    | 14    | 16    | 18    |        |
| Source : Eurostat.                 |       |       |       |       |       |       |       |       |        |

### Charbon et lignite
| Pays                               | 1990  | 2000 | 2010 | 2015 | 2016 | 2017 | 2018 | 2019 | % 2019 |
| ---------------------------------- | ----- | ---- | ---- | ---- | ---- | ---- | ---- | ---- | ------ |
| Total EU-28                        | 1 185 | 695  | 584  | 549  | 506  | 511  | 490  | 418  | 100 %  |
| Allemagne                          | 501   | 220  | 198  | 200  | 191  | 191  | 185  | 145  | 34,7 % |
| Pologne                            | 229   | 171  | 143  | 145  | 141  | 136  | 132  | 121  | 29,0 % |
| République tchèque                 | 110   | 69   | 58   | 49   | 48   | 48   | 46   | 44   | 10,4 % |
| Bulgarie                           | 34    | 28   | 31   | 37   | 33   | 35   | 31   | 29   | 6,9 %  |
| Grèce                              | 52    | 64   | 57   | 46   | 33   | 38   | 36   | 27   | 6,5 %  |
| Roumanie                           | 43    | 31   | 31   | 25   | 23   | 26   | 24   | 22   | 5,2 %  |
| Hongrie                            | 20    | 15   | 10   | 10   | 10   | 9    | 9    | 8    | 1,9 %  |
| Royaume-Uni                        | 100   | 38   | 22   | 12   | 6    | 5    | 4    | 4    | 0,9 %  |
| France                             | 21    | 9    | 3    | 3    | 3    | 3    | 3    | 3    | 0,8 %  |
| Slovénie                           | 6     | 4    | 4    | 3    | 3    | 3    | 3    | 3    | 0,7 %  |
| Slovaquie                          | 7     | 5    | 4    | 4    | 4    | 3    | 3    | 3    | 0,7 %  |
| Italie                             | 7     | 5    | 4    | 2    | 2    | 2    | 2    | 2    | 0,5 %  |
| Espagne                            | 39    | 26   | 11   | 5    | 3    | 5    | 4    | 1,2  | 0,3 %  |
| Suède                              | 1     | 1    | 1    | 1    | 1    | 1    | 1    | 1    | 0,3 %  |
| Finlande                           | 0,5   | 0,9  | 0,9  | 0,9  | 0,9  | 0,9  | 0,9  | 0,9  | 0,2 %  |
| Autres pays européens ou voisins : |       |      |      |      |      |      |      |      |        |
| Turquie                            | 51    | 66   | 78   | 63   | 77   | 79   | 88   | 95   |        |
| Ukraine                            | 202   | 81   | 74   | 47   | 49   | 35   | 38   | 36   |        |
| Serbie                             | 47    | 38   | 39   | 38   | 39   | 40   | 38   | 39   |        |
| Bosnie-Herzégovine                 |       |      |      | 13   | 15   | 15   | 15   | 14   |        |
| Kosovo                             |       | 5    | 9    | 8    | 9    | 8    | 8    | 8    |        |
| Norvège                            | 0,3   | 0,6  | 2    | 1,1  | 0,8  | 0,1  | 0,2  | 0,1  |        |
| Source : Eurostat.                 |       |      |      |      |      |      |      |      |        |

Le Centre commun de recherche de la Commission européenne a publié le 30 juillet 2018 un rapport sur le secteur charbonnier européen : la part du charbon dans la consommation intérieure brute d'énergie de l'Union européenne est de 16 % en 2017 et sa part dans la production d'électricité de 24 % ; six pays dépendent du charbon pour au moins 20 % de leur consommation d'énergie. L'Union européenne compte 128 mines de charbon dans 12 états membres, avec une production totale d'environ 500 Mt (millions de tonnes), et 207 centrales électriques au charbon totalisant une puissance de 150 GW. Le secteur charbonnier emploie environ 237 000 personnes, dont 185 000 personnes dans les mines de charbon, dont la moitié en Pologne ; les emplois indirects liés au charbon sont estimés à 215 000 personnes. L'âge moyen des centrales au charbon est de 35 ans. Les mines de charbon ferment peu à peu à cause de leur manque de compétitivité : de 2014 à 2017, 27 mines ont fermé en Allemagne, Pologne, République tchèque, Hongrie, Roumanie, Slovaquie, Slovénie et au Royaume-Uni ; en 2018, 5 autres fermeront en Allemagne, Pologne, Roumanie et Italie ; 26 mines sont sur le point de fermer en Espagne.
En 2017, la puissance totale des centrales à charbon de l'Union européenne atteint 156,9 GW, dont 48,6 GW en Allemagne, 28,8 GW en Pologne, 15,4 GW au Royaume-Uni, 10,5 GW en Espagne, 9,3 GW en République tchèque, 8,6 GW en Italie, 5,9 GW en Roumanie, 5,1 GW aux Pays-Bas, 5 GW en Bulgarie et 4,4 GW en Grèce. Dix pays de l'Union ont annoncé qu'ils sortiraient totalement du charbon avant 2030, dont le Royaume-Uni, la France, l'Italie, l'Autriche et les pays scandinaves. Mais le Pays-Bas compte trois centrales très récentes et efficaces. En Allemagne, le gouvernement a mis en place  une commission qui doit déterminer, début 2019, un calendrier pour sortir du charbon. En Pologne, le charbon assure encore 80 % de la production d'électricité ; plusieurs nouvelles centrales sont même en train d'être mises en service pour rajeunir un parc vieillissant.

### Uranium
La production d'uranium de l'Union européenne en 2018 était estimée par l'OCDE à 117 tU (tonnes d'uranium), soit 0,22 % du total mondial, dont 70 tU en République tchèque, 40 tU en Allemagne, 2 tU en France et 5 tU en Hongrie, plus 1 026 tU d'uranium de retraitement produit par la France ; en comparaison, les besoins étaient de 14 991 tU (total des pays de l'OCDE Europe), dont 7 370 tU pour la France, 1 419 tU pour l'Allemagne, 1 200 tU pour la Suède, 1 064 tU pour le Royaume-Uni, 906 tU pour l'Espagne, 793 tU pour la Tchéquie, 630 tU pour la Belgique, 430 tU pour la Finlande, 384 tU pour la Suisse, 324 tU pour la Hongrie, 322 tU pour la Slovaquie et 149 tU pour la Slovénie.

### Énergies renouvelables thermiques
Les dispositifs exploitant directement la chaleur produite par les énergies renouvelables, sans transformation en électricité, sont surtout le bois-énergie et les autres utilisations de la biomasse. Mais la géothermie, le solaire thermique et les pompes à chaleur se développent rapidement.

## Importations

### Pétrole
| Pays                                                                                                   | 1990  | 2000  | 2010  | 2015  | 2016  | 2017  | 2018  | % 2018 |
| --- | ----- | ----- | ----- | ----- | ----- | ----- | ----- | ------ |
| Total EU-28                                                                                            | 537,5 | 598,4 | 560,3 | 554,4 | 546,5 | 565,2 | 556,7 | 100 %  |
| Russie                                                                                                 | 34,6  | 119,5 | 181,7 | 153,2 | 166,0 | 163,1 | 153,9 | 27,6 % |
| Norvège                                                                                                | 52,5  | 114,9 | 71,6  | 64,1  | 64,8  | 61,3  | 53,9  | 9,7 %  |
| Irak                                                                                                   | 20,6  | 31,3  | 16,9  | 40,4  | 43,0  | 43,9  | 44,0  | 7,9 %  |
| Nigeria                                                                                                | 28,4  | 22,5  | 21,7  | 44,2  | 29,6  | 34,5  | 41,6  | 7,5 %  |
| Arabie saoudite                                                                                        | 49,7  | 65,1  | 30,8  | 41,7  | 40,5  | 35,6  | 38,9  | 7,0 %  |
| Kazakhstan                                                                                             | 0     | 9,7   | 28,7  | 34,6  | 35,3  | 39,7  | 36,5  | 6,6 %  |
| Libye                                                                                                  | 50,5  | 45,9  | 53,0  | 12,8  | 12,0  | 27,9  | 32,3  | 5,8 %  |
| Azerbaïdjan                                                                                            | 0     | 3,7   | 22,9  | 27,3  | 23,6  | 24,1  | 23,6  | 4,2 %  |
| Iran                                                                                                   | 55,6  | 35,5  | 29,7  | 0     | 15,0  | 28,2  | 20,0  | 3,6 %  |
| États-Unis                                                                                             | 0     | 0     | 0     | 0,9   | 3,4   | 8,8   | 19,8  | 3,6 %  |
| Algérie                                                                                                | 15,8  | 16,7  | 6,5   | 22,3  | 14,3  | 14,4  | 15,1  | 2,7 %  |
| Mexique                                                                                                | 17,2  | 9,8   | 6,8   | 13,0  | 13,5  | 11,5  | 10,8  | 1,9 %  |
| Angola                                                                                                 | 6,0   | 3,9   | 8,5   | 22,1  | 13,2  | 5,4   | 7,1   | 1,3 %  |
| Brésil                                                                                                 | 0     | 0,1   | 4,8   | 3,0   | 4,7   | 6,2   | 5,6   | 1,0 %  |
| Koweït                                                                                                 | 10,5  | 9,7   | 3,4   | 6,6   | 7,4   | 8,7   | 5,4   | 1,0 %  |
| Égypte                                                                                                 | 11,1  | 5,6   | 4,7   | 7,8   | 6,6   | 4,9   | 4,0   | 0,7 %  |
| Canada                                                                                                 | 0     | 0     | 0,5   | 1,3   | 1,6   | 2,2   | 3,9   | 0,7 %  |
| Venezuela                                                                                              | 9,1   | 6,9   | 5,0   | 5,5   | 3,6   | 3,3   | 2,8   | 0,5 %  |
| Guinée équatoriale                                                                                     | 0     | 0     | 0,6   | 5,1   | 3,8   | 2,8   | 2,3   | 0,4 %  |
| Source : Eurostat. Les échanges internes (importations depuis d'autres pays de l'UE) ont été éliminés. |       |       |       |       |       |       |       |        |

La part de la Russie est passée de 6,4 % en 1990 à 20 % en 2000, 32,4 % en 2010 et 27,6 % en 2018.

### Gaz naturel

#### Statistiques
En 2021, les importations de l'Union européenne par gazoducs s'est élevée à 269,8 Gm3, dont 132,3 Gm3 provenant de Russie (49 %), 80,9 Gm3 de Norvège (30 %), 34,1 Gm3 d'Algérie (12,6 %), 8,2 Gm3 d'Azerbaïdjan, 3,1 Gm3 de Libye et 11,2 Gm3 d'Europe hors Norvège. Les importations par méthaniers sous forme de GNL ont atteint 79,3 Gm3, dont 9,9 Gm3 provenant de Russie (12,5 %). Au total, les importations de gaz naturel ont atteint 349,1 Gm3, dont 40,7 % en provenance de Russie.
| de → vers ↓                            | États-Unis | Norvège | divEur* | Russie | Qatar | Algérie | Angola | Égypte | Nigeria | Total |
| -------------------------------------- | ---------- | ------- | ------- | ------ | ----- | ------- | ------ | ------ | ------- | ----- |
| Total EU-27                            | 22,3       | 0,2     | 0,6     | 14,4   | 16,2  | 8,6     | 0,8    | 1,2    | 13,3    | 79,3  |
| Belgique                               | 0,2        |         |         | 1,9    | 3,2   | 0,1     |        | 0,1    |         | 5,5   |
| France                                 | 4,3        |         |         | 4,7    | 0,7   | 4,5     |        | 0,2    | 3,5     | 18,1  |
| Italie                                 | 1,0        |         | 0,1     |        | 6,5   | 1,3     |        | 0,3    | 0,3     | 9,5   |
| Espagne                                | 5,8        |         | 0,1     | 3,3    | 2,4   | 2,1     | 0,4    | 0,4    | 4,3     | 20,8  |
| autres                                 | 11,1       | 0,2     | 0,4     | 4,4    | 3,5   | 0,6     | 0,4    | 0,3    | 3,4     | 25,5  |
| Source : BP. * divEur = divers Europe. |            |         |         |        |       |         |        |        |         |       |

L'UE a aussi importé 0,5 Gm3 du Pérou, 2,0 Gm3 de Trinité-et-Tobago et 1,0 Gm3 de divers pays africains.

#### Évolution de la dépendance au gaz russe
En 2013, selon une étude d'Eurogas, la part du gaz russe dans la consommation des 28 pays de l'Union européenne atteint 27 %, contre 23 % en 2012 ; la consommation de gaz de l'UE a pourtant reculé de 1,4 %, après des baisses de 10 % et 2 % en 2011 et 2012 ; la production de gaz sur le territoire de l'Union européenne a reculé de 1 %, mais reste la première source (33 % de la consommation, comme en 2012) de l'UE ; la Norvège a légèrement augmenté sa part (23 % contre 22 % en 2012), tandis que le troisième fournisseur, l'Algérie, a vu sa part baisser de 9 à 8 % ; le Qatar, dont le gaz arrive sous la forme de gaz de pétrole liquéfié (GNL), n'a représenté que 4 %, contre 6 % en 2012, le GNL trouvant des débouchés plus rémunérateurs en Asie ; la part de la Russie remonte à environ 40 % des importations de l'UE, dont un tiers en direction de l'Allemagne, alors que la tendance était plutôt à un déclin au cours de la dernière décennie ; le déclin de la demande de gaz dans la production d'électricité peut être partiellement attribué à la concurrence des énergies renouvelables subventionnées, mais surtout aux bas prix du charbon, conséquence du boom du gaz de schiste aux États-Unis.
Selon la Société Générale, la consommation de gaz aurait chuté de 12,9 % en 2014 en Europe, plus forte baisse depuis au moins dix ans ; elle avait reculé de 7,2 % en 2009, 9,5 % en 2011, 3,7 % en 2012 et 1,3 % en 2013. Dix-neuf ans de croissance ont maintenant été effacés. La douceur du climat explique une grande partie de cette chute, car elle pèse sur les besoins en chauffage des Européens : au premier semestre, le recul s’est élevé à 18 % ; cet effet climat est venu s’ajouter à la baisse de la consommation des industriels liée au ralentissement économique et à la moindre utilisation du gaz pour la production d’électricité, où il est concurrencé par les énergies renouvelables et un charbon meilleur marché. Selon GDF Suez, les énergéticiens européens ont fermé 70 gigawatts de capacités de centrales à gaz ces dernières années.
Gazprom, principal fournisseur de gaz de l'Union européenne, annonce en 2015 à ses clients qu'ils devront aller chercher leur gaz à leurs frais en Turquie, appelée à remplacer l'Ukraine comme zone de transit après l'abandon par la Russie du projet de gazoduc South Stream. Or GDF Suez, ENI, E.ON et autres gaziers européens disposent de contrats de long terme prévoyant que Gazprom leur livre du gaz en des points précis, et non à la frontière gréco-turque. Gazprom devrait alors payer des pénalités énormes. Les pays européens sont diversement concernés par ce bras de fer : le Royaume-Uni, la Belgique et les Pays-Bas n'achètent pas de gaz russe, la Pologne et l'Allemagne sont approvisionnés via le Belarus ; mais l'Autriche, la Slovaquie, la République tchèque, tous les pays du sud et du sud-est de l'Europe, ainsi que des clients italiens ou français, sont concernés.
Gazprom lance le 7 septembre 2015, pour la première fois de son histoire, un processus d'enchères pour vendre du gaz en Europe. Ces enchères portent sur 3,2 Gm3, l’équivalent de la consommation de pays comme la Suisse ou le Danemark, qui seront destinés aux pays du nord de l’Europe, pour livraison sur 6 mois à partir du 1er octobre 2015. Gazprom vendait jusqu'ici tout son gaz (pour l'Europe : 118 milliards de mètres cubes prévus pour 2015) par contrats à long terme indexés sur le prix du pétrole et, de plus en plus, sur les prix spots du gaz.
En octobre 2015, un terminal maritime de GNL est mis en service à Świnoujście, en Poméranie occidentale, au nord-ouest de la Pologne, près de la frontière allemande. Il permet à la Pologne de s’approvisionner désormais par navires méthaniers auprès de nombreux pays tels que le Qatar ou le Nigeria. La mise en exploitation de ce terminal GNL réduit sensiblement le risque de pressions russes et permet surtout à la Pologne de choisir en toute indépendance ses fournisseurs et de négocier librement les prix. Le terminal a une capacité de 5 Gm3 par an, soit un tiers du gaz consommé par la Pologne, dont environ 40 % provient de Russie. Il permet également d'approvisionner, via un gazoduc, les États baltes, dépendants de la Russie pour 30 % à 100 % de leurs achats de gaz, selon un protocole signé début octobre 2015 à Bruxelles ; l'Union européenne finance la moitié, soit 300 millions €, de ce gazoduc qui devrait être opérationnel en 2020.
La mise en service en janvier 2016 du terminal gazier de Sabine Pass en Louisiane permet à l'Europe de s'approvisionner en gaz naturel aux États-Unis. Les cinq usines de liquéfaction en construction outre-Atlantique représentent une capacité de 65 millions de tonnes par an d’ici à fin 2018, augmentant de plus d'un quart la capacité mondiale de production de GNL. Elles devraient contribuer à réduire les différences de prix entre les trois grands marchés : 2,4 $/MBtu (dollar par million de BTU) aux États-Unis, 4,7 $ en Europe et 6,5 $ en Asie ; mais ces écarts entre prix locaux sont en grande partie compensés par les coûts élevés du GNL (liquéfaction, transport et regazéification), si bien qu'au début 2016, après la forte baisse des prix du gaz, le GNL américain n'est pas compétitif en Europe. En théorie, les volumes exportés par les États-Unis fin 2018, qui permettront de produire 80 Gm3 de gaz naturel, pourraient couvrir 20 % de la consommation européenne, et permettre à l’Union de réduire sa dépendance au gaz russe.
La Lituanie reçoit le 21 août 2017 son premier méthanier chargé de GNL en provenance des États-Unis. Le gaz livré servira des clients lituaniens, mais aussi lettons et estoniens. À moyen terme, la Lituanie souhaite s'approvisionner à hauteur de 50 % en GNL, qui lui sera essentiellement fourni par le norvégien Statoil. Le solde sera fourni par un gazoduc la reliant à la Russie. La Lituanie a mis fin au monopole du russe Gazprom en 2014, avec l'ouverture du terminal gazier de Klapeida. En 2015, un accord a été signé à Bruxelles pour financer une interconnexion gazière entre la Lituanie et la Pologne, dont la construction devrait être achevée fin 2019. L'Union européenne promeut un gazoduc reliant l'Estonie à la Finlande, un autre projet prévoyant une interconnexion entre l'Estonie et la Lettonie.
L'Italie, Israël, Chypre et la Grèce signent en décembre 2017 un protocole d'accord pour la construction du plus long gazoduc au monde, long de quelque 2 000 km : Eastmed, qui acheminera vers l'Europe le gaz produit par les gisements Leviathan (Israël) et Aphrodite (Chypre) ; sa capacité sera de 12 à 16 Gm3 et il devrait être achevé en 2025.
À partir de l'automne 2021, la Russie utilise le gaz comme une arme vis-à-vis de l'Europe, alors que les tensions en Ukraine s'ajoutent à celles suivant la pandémie. Selon l'Agence internationale de l'énergie, Gazprom a réduit ses livraisons de gaz à l'Europe de 25 % au quatrième trimestre 2021 par rapport à l'année précédente. Selon Thierry Bros, professeur à Sciences Po, ces livraisons, tombées à 11 Gm3 par mois, contre 13 Gm3 habituellement, auraient chuté en janvier 2022 à un niveau mensuel de 8 Gm3. Au quatrième trimestre 2021, les volumes de gaz russe transitant par l'Ukraine ont chuté de 34 % par rapport à la même période de 2020, et ceux passant par la Biélorussie et la Pologne de 56 %. Seuls les flux du gazoduc Nord Stream 1, qui relie directement la Russie à l'Allemagne en passant sous la Baltique, restent à peu près stables.
En mars 2022, l'Agence internationale de l'énergie suggère à l'Union européenne plusieurs mesures qui lui permettraient de réduire les achats de gaz russe de plus d'un tiers dès l'hiver 2022-2023 sans augmenter les émissions de gaz à effet de serre : d'abord, ne pas renouveler les contrats signés avec Gazprom qui arriveront à échéance d'ici la fin de 2022, soit plus de 15 Gm3 par an, représentant environ 12 % des ventes de Gazprom à l'Europe ; ensuite, diversifier les approvisionnements en augmentant les importations de Norvège ou d'Azerbaïdjan, ou de GNL des États-Unis, afin de remplacer quelque 30 Gm3 de gaz russe ; accélérer le déploiement des énergies renouvelables en simplifiant les procédures administratives pour les éoliennes et les panneaux photovoltaïques déjà autorisés, ce qui réduirait de 6 Gm3 le besoin en gaz russe ; retarder les fermetures de cinq réacteurs nucléaires allemands et belges programmées en 2022 et 2023, permettant de réduire les importations de gaz russe d'au moins 1 Gm3 par mois ; enfin, instaurer des obligations de stockage minimal de gaz pour l'hiver partout en Europe, comme c'est déjà le cas en France ou en Italie.
Le 25 mars 2022, les dirigeants européens demandent à la Commission européenne d'organiser des achats groupés de gaz et de réfléchir à de nouvelles formules de calcul des prix de l'électricité. Ursula von der Leyen annonce un accord massif d'approvisionnement en GNL avec les États-Unis portant sur plus de 15 Gm3 de GNL supplémentaires en 2022 (par rapport aux 22 Gm3 livrés en 2021) et à terme quelque 50 Gm3 supplémentaires par rapport aux flux existants.
Le 15 juin 2022, L'Union européenne signe avec Israël et l'Égypte un accord de principe sur la fourniture de GNL.
Le 20 juillet 2022, la Commission européenne propose que chaque pays membre de l'Union européenne fasse « tout son possible » pour réduire, entre août 2022 et mars 2023, sa consommation nationale de gaz d'au moins 15 % par rapport à la moyenne des cinq années précédentes sur la même période. La Commission prévoit de rendre cet objectif obligatoire en cas de grave pénurie ou si au moins trois États membres le demandent. Elle prône la solidarité entre les États membres, à la condition que ceux qui demanderont la solidarité devront faire la démonstration qu'ils ont mis en œuvre toutes les mesures nécessaires à la réduction de la demande de gaz russe. L'Espagne, le Portugal et la Grèce rejettent ce plan annoncé sans consultation préalable et sans tenir compte des réalités diverses en matière d'infrastructures énergétiques. La ministre espagnole de la Transition écologique, Teresa Ribera, rappelle que « l'Espagne n'a pas vécu au-dessus de ses capacités énergétiques » et le Premier ministre portugais António Costa avertit : « Nous serons solidaires, mais la solidarité veut aussi dire que nous ne ferons pas payer les Portugais pour compenser le retard des autres quand ils auraient pu, comme nous, investir en renouvelables ». La France s'oppose également à une réduction uniforme, préconisant plutôt « une réduction coordonnée de la consommation de gaz qui tienne compte des situations particulières de chaque État membre et notamment de leur capacité d'exportation de gaz ». La Pologne, la Hongrie, Chypre et la Grèce s'opposent également à ce plan. Le 26 juillet 2022, les États membres adoptent une nouvelle mouture largement amendée du « plan énergie » d'urgence de la Commission européenne. Sa durée est réduite à un an au lieu de deux ; de nombreuses exemptions (pour les États insulaires) et dérogations sont introduites, en particulier pour les États ayant des interconnexions limitées avec un pays voisin, comme l'Espagne, le Portugal, l'Italie et la France. La décision de rendre les mesures obligatoires revient désormais au Conseil de l'UE et non à la Commission, et il faudra qu'un minimum de cinq pays en fassent la demande, au lieu de trois envisagés au départ, pour déclencher l'alerte rendant les mesures contraignantes. Le 27 juillet 2022, le ministère de la Transition énergétique confirme que la France se tiendrait aux côtés de l'Allemagne en cas de pénurie de gaz, s'engageant à saturer au maximum ses capacités d'exportations, soit 130 GWh par jour, équivalant à 5 % environ de la consommation de gaz allemande. L'aménagement du règlement européen adopté le 26 permet à la France de limiter la réduction de sa consommation de gaz à 7 % au lieu des 15 % fixés par la Commission. La France obtient en contrepartie de Berlin l'engagement de lui livrer de l'électricité lorsqu'elle en aura besoin, à partir de toutes les sources disponibles.
Un rapport réalisé par The Shift Project pour le ministère des Armées en novembre 2022 montre que l'Europe risque d'être confrontée à de graves pénuries de gaz dans les années qui suivent : l'arrêt prolongé des fournitures russes en gaz prive l'Europe de 40 % de son approvisionnement. Or les pays asiatiques ont déjà sécurisé leur approvisionnement par des contrats de long terme : les besoins de la Chine sont couverts à 100 % à l'horizon 2025 et à 85 % pour 2030, et l'Asie de l'Est (Japon, Corée du Sud, Taïwan…) a déjà sécurisé 95 % de ses approvisionnements pour 2025 et 78 % pour 2030. L'Europe n'a d'autre choix que de se tourner vers le marché du spot et les contrats de court terme (inférieurs à deux ans). Elle est donc plus exposée à la volatilité des prix. Le rapport conclut que deux mesures sont nécessaires pour réduire l'exposition de l'Europe : l'accélération de la décarbonation, notamment par le déploiement plus rapide des énergies renouvelables, et une sobriété énergétique durable.
En 2022, l'Union européenne a importé 100 millions de tonnes de GNL pour remplacer le gaz russe manquant, soit moitié plus qu'en 2021. Au début de 2023, une trentaine de projets de nouveaux terminaux de GNL, fixes ou flottants, sont annoncés par la plupart des pays dotés d'une façade maritime, de la Finlande à l'Irlande et de la France (terminal du Havre) à la Grèce en passant par l'Italie et la Croatie (terminal de Krk). Les dépenses annoncées depuis un an par les Européens pour leurs capacités gazières est évalué à 7 milliards d'euros par l'ONG Global Energy Monitor.

### Charbon
| Pays                                                                                                   | 1990  | 2000  | 2010  | 2015  | 2016  | 2017  | 2018  | % 2018 |
| --- | ----- | ----- | ----- | ----- | ----- | ----- | ----- | ------ |
| Total EU-28                                                                                            | 192,8 | 197,6 | 207,0 | 203,7 | 182,1 | 184,6 | 176,8 | 100 %  |
| Russie                                                                                                 | 9,6   | 15,9  | 47,6  | 53,5  | 49,4  | 62,5  | 66,9  | 37,8 % |
| États-Unis                                                                                             | 45,8  | 20,2  | 30,1  | 26,2  | 20,9  | 26,6  | 30,5  | 17,3 % |
| Colombie                                                                                               | 8,6   | 20,5  | 32,0  | 39,2  | 33,4  | 26,9  | 20,6  | 11,6 % |
| Australie                                                                                              | 16,8  | 28,2  | 19,2  | 19,8  | 25,3  | 18,6  | 17,6  | 10,0 % |
| Indonésie                                                                                              | 0,2   | 7,7   | 10,2  | 7,6   | 5,6   | 5,7   | 5,9   | 3,3 %  |
| Afrique du Sud                                                                                         | 24,1  | 39,3  | 16,6  | 13,1  | 8,3   | 7,8   | 4,2   | 2,4 %  |
| Canada                                                                                                 | 3,6   | 6,3   | 3,6   | 3,1   | 3,6   | 4,1   | 3,8   | 2,1 %  |
| Mozambique                                                                                             |       | 0,1   |       | 0,9   | 1,2   | 1,9   | 2,5   | 1,4 %  |
| Kazakhstan                                                                                             |       |       | 0,3   | 1,1   | 1,5   | 1,1   | 1,4   | 0,8 %  |
| Ukraine                                                                                                | 0,2   | 2,4   | 3,5   | 1,0   | 0,7   | 0,6   | 0,4   | 0,2 %  |
| Source : Eurostat. Les échanges internes (importations depuis d'autres pays de l'UE) ont été éliminés. |       |       |       |       |       |       |       |        |

Les importations de combustibles solides (charbon bitumineux surtout) de l'Union européenne ont progressé de 7 % entre 1990 et 2010, puis ont chuté de 15 % de 2010 à 2018 ; la part de la Russie est passée de 5 % en 1990 à 8 % en 2000, 23 % en 2010 et 37,8 % en 2018.
Le 7 avril 2022, les ambassadeurs des Vingt-Sept à Bruxelles adoptent le cinquième train de sanctions européennes contre la Russie, qui prévoit en particulier l'interdiction des importations de charbon russe à partir du mois d'août. Ce délai est nécessaire pour laisser expirer la plupart des contrats d'achat existants et limiter les risques de litige juridique.

## Taux de dépendance énergétique
Le taux de dépendance énergétique de l'UE s'est établi à 58 % en 2018 ; ce taux dépasse 90 % à Malte, au Luxembourg et à Chypre, alors qu'il est inférieur à 25 % en Roumanie, au Danemark et en Estonie. Il s'élevait à 56 % en 2000. L'UE dépend principalement de la Russie pour ses importations de pétrole, de gaz naturel et de charbon.
En 2015, le taux de dépendance énergétique de l'UE s'élevait à 54,1 % ; les taux par pays s'échelonnaient de 7,4 % en Estonie à 97,7 % à Chypre ; parmi les cinq plus gros consommateurs d'énergie, les moins dépendants étaient le Royaume-Uni (37,4 %) et la France (46,0 %), à l'inverse de l'Allemagne (61,9 %), l'Espagne (73,3 %) et l'Italie (77,1 %).
| Total EU-28                             | 46,5 %  | 52,6 %  | 53,9 % | 53,8 % | 55,1 % | 55,7 % |
| Danemark                                | -35,9 % | -16,0 % | 13,0 % | 14,2 % | 12,3 % | 23,7 % |
| Roumanie                                | 21,9 %  | 21,4 %  | 16,7 % | 21,9 % | 23,3 % | 24,3 % |
| Suède                                   | 39,3 %  | 37,8 %  | 30,0 % | 33,3 % | 26,6 % | 29,2 % |
| Royaume-Uni                             | -17,1 % | 29,0 %  | 37,7 % | 35,6 % | 35,5 % | 35,4 % |
| République tchèque                      | 22,7 %  | 25,3 %  | 31,8 % | 32,6 % | 37,2 % | 36,7 % |
| Pologne                                 | 10,7 %  | 31,6 %  | 29,9 % | 30,8 % | 38,3 % | 44,8 % |
| Finlande                                | 55,5 %  | 48,8 %  | 48,0 % | 45,9 % | 44,0 % | 44,9 % |
| France                                  | 51,2 %  | 48,7 %  | 45,9 % | 47,3 % | 48,6 % | 46,6 % |
| Hongrie                                 | 55,0 %  | 56,9 %  | 53,9 % | 55,8 % | 62,5 % | 58,1 % |
| Pays-Bas                                | 38,3 %  | 28,3 %  | 48,5 % | 45,9 % | 51,9 % | 59,7 % |
| Allemagne                               | 59,4 %  | 60,0 %  | 62,1 % | 63,8 % | 64,0 % | 63,6 % |
| Autriche                                | 65,5 %  | 62,8 %  | 60,4 % | 62,0 % | 63,9 % | 64,3 % |
| Irlande                                 | 85,4 %  | 87,1 %  | 88,7 % | 68,9 % | 67,0 % | 67,4 % |
| Grèce                                   | 69,1 %  | 68,6 %  | 71,0 % | 72,9 % | 71,3 % | 70,7 % |
| Espagne                                 | 76,8 %  | 77,1 %  | 72,8 % | 71,3 % | 73,7 % | 73,3 % |
| Portugal                                | 85,3 %  | 75,2 %  | 76,3 % | 72,2 % | 77,9 % | 75,6 % |
| Italie                                  | 86,5 %  | 82,6 %  | 77,0 % | 77,7 % | 77,0 % | 76,3 % |
| Belgique                                | 78,2 %  | 77,9 %  | 83,4 % | 75,0 % | 74,4 % | 82,3 % |
| Autres pays européens et pays voisins : |         |         |        |        |        |        |
| Norvège                                 | -723 %  | -515 %  | -577 % | -610 % | -598 % | -593 % |
| Serbie                                  | 13,9 %  | 33,5 %  | 27,7 % | 29,7 % | 33,8 % | 34,6 % |
| Turquie                                 | 65,4 %  | 70,7 %  | 77,9 % | 75,5 % | 77,2 % | 73,8 % |
| Source : Eurostat.                      |         |         |        |        |        |        |

## Consommation d'énergie primaire
En 2015, la consommation intérieure brute d’énergie de l'Union européenne s'est élevée à 1 626 Mtep, en baisse de 2,5 % par rapport à 1990 et de 11,6 % par rapport à son pic de 1 840 Mtep atteint en 2006. Les combustibles fossiles restent largement prédominants avec 73 % contre 83 % en 1990, et ils sont importés à hauteur de 73 % contre 53 % en 1990.

### Évolution de la consommation d'énergie primaire par pays
| Pays                                   | 1990  | 2000  | 2008  | 2009  | 2010  | 2011  | 2012  | 2013  | % 2013 | par tête en 2012 |
| -------------------------------------- | ----- | ----- | ----- | ----- | ----- | ----- | ----- | ----- | ------ | ---------------- |
| Total EU-28                            | 1 667 | 1 727 | 1 799 | 1 695 | 1 760 | 1 698 | 1 686 | 1 666 | 100 %  | 3,38             |
| Allemagne                              | 356,2 | 342,3 | 337,8 | 317,2 | 333,0 | 316,7 | 318,6 | 324,3 | 19,5 % | 3,98             |
| France                                 | 227,8 | 257,6 | 271,7 | 259,7 | 267,6 | 258,0 | 258,3 | 259,3 | 15,6 % | 3,96             |
| Royaume-Uni                            | 210,6 | 230,6 | 219,1 | 206,5 | 212,2 | 198,0 | 202,9 | 201,1 | 12,1 % | 3,19             |
| Italie                                 | 153,5 | 174,2 | 180,6 | 168,9 | 174,8 | 172,0 | 166,3 | 160,0 | 9,6 %  | 2,75             |
| Espagne                                | 90,1  | 123,6 | 141,8 | 130,4 | 129,9 | 128,2 | 127,7 | 118,6 | 7,1 %  | 2,72             |
| Pologne                                | 103,3 | 89,0  | 97,9  | 94,5  | 100,7 | 101,0 | 97,8  | 98,2  | 5,9 %  | 2,54             |
| Pays-Bas                               | 66,7  | 75,6  | 83,5  | 81,0  | 86,6  | 80,2  | 81,8  | 81,2  | 4,9 %  | 4,89             |
| Belgique                               | 48,7  | 59,3  | 59,6  | 57,0  | 61,3  | 57,8  | 54,8  | 56,7  | 3,4 %  | 5,08             |
| Suède                                  | 47,4  | 48,9  | 49,3  | 45,5  | 50,8  | 49,7  | 49,8  | 49,1  | 2,9 %  | 5,25             |
| République tchèque                     | 49,8  | 41,2  | 45,3  | 42,5  | 44,7  | 43,0  | 42,8  | 42,2  | 2,5 %  | 4,07             |
| Finlande                               | 28,7  | 32,4  | 35,9  | 33,9  | 37,1  | 35,8  | 34,7  | 33,9  | 2,0 %  | 6,31             |
| Autriche                               | 25,0  | 29,0  | 34,3  | 32,5  | 34,6  | 33,6  | 33,7  | 33,8  | 2,0 %  | 4,00             |
| Roumanie                               | 58,1  | 36,6  | 40,3  | 35,6  | 35,8  | 36,6  | 35,4  | 32,3  | 1,9 %  | 1,76             |
| Grèce                                  | 22,3  | 28,3  | 31,8  | 30,5  | 28,7  | 27,8  | 27,7  | 24,4  | 1,5 %  | 6,06             |
| Hongrie                                | 28,8  | 25,3  | 26,6  | 25,2  | 25,8  | 25,1  | 23,6  | 22,7  | 1,4 %  | 2,37             |
| Portugal                               | 18,2  | 25,3  | 25,4  | 25,1  | 24,3  | 23,6  | 22,5  | 22,6  | 1,4 %  | 2,11             |
| Danemark                               | 17,9  | 19,8  | 19,7  | 18,9  | 20,0  | 18,6  | 18,0  | 18,1  | 1,1 %  | 3,25             |
| Slovaquie                              | 21,8  | 18,3  | 18,3  | 16,8  | 17,9  | 17,4  | 16,7  | 17,3  | 1,0 %  | 3,09             |
| Bulgarie                               | 27,6  | 18,5  | 19,9  | 17,5  | 17,8  | 19,1  | 18,2  | 16,8  | 1,0 %  | 2,49             |
| Irlande                                | 10,3  | 14,3  | 15,7  | 14,9  | 15,2  | 13,9  | 13,8  | 13,7  | 0,8 %  | 3,02             |
| Croatie                                | 9,0   | 7,8   | 9,1   | 8,7   | 8,6   | 8,5   | 8,1   | 7,8   | 0,5 %  | 1,90             |
| Slovénie                               | 5,7   | 6,5   | 7,8   | 7,1   | 7,2   | 7,3   | 7,0   | 6,9   | 0,4 %  | 3,41             |
| Estonie                                | 9,9   | 5,0   | 5,9   | 5,4   | 6,2   | 6,2   | 6,1   | 6,7   | 0,4 %  | 4,62             |
| Lituanie                               | 15,9  | 7,1   | 9,3   | 8,5   | 6,8   | 7,0   | 7,1   | 6,7   | 0,4 %  | 2,36             |
| Lettonie                               | 7,9   | 3,9   | 4,7   | 4,5   | 4,6   | 4,4   | 4,5   | 4,5   | 0,3 %  | 2,22             |
| Luxembourg                             | 3,5   | 3,6   | 4,6   | 4,4   | 4,6   | 4,6   | 4,5   | 4,3   | 0,3 %  | 8,49             |
| Chypre                                 | 1,6   | 2,4   | 2,9   | 2,8   | 2,7   | 2,7   | 2,5   | 2,2   | 0,13 % | 2,91             |
| Malte                                  | 0,58  | 0,80  | 0,97  | 0,87  | 0,95  | 0,92  | 0,97  | 0,84  | 0,05 % | 2,01             |
| Autres pays européens / pays voisins : |       |       |       |       |       |       |       |       |        |                  |
| Norvège                                | 21,4  | 26,4  | 30,2  | 30,2  | 32,9  | 28,5  | 29,7  | 33,9  |        |                  |
| Serbie                                 | 19,6  | 13,7  | 16,7  | 15,2  | 15,6  | 16,2  | 14,6  | 15,1  |        |                  |
| Suisse                                 | 24,4  | 25,0  | 26,8  | 27,0  | 26,2  | 25,4  | 25,6  |       |        | 3,23             |
| Albanie                                | 2,6   | 1,8   | 2,1   | 2,1   | 2,1   | 2,3   | 2,1   | 2,6   |        |                  |
| Source : Eurostat.                     |       |       |       |       |       |       |       |       |        |                  |

NB : Les conventions utilisées dans les statistiques d'Eurostat, alignées sur celles de l'Agence internationale de l'énergie (AIE), contrairement à celles de l'Energy Information Administration (EIA) américaine, minorent la part des énergies renouvelables électriques : ainsi, la production hydroélectrique de la France en 2011 est évaluée par l'EIA à 4 % de la consommation d'énergie primaire contre 1,5 % par l'AIE. Pour l'Allemagne, l'AIE évalue la part des EnR électriques en 2012 à 4,1 % contre 10,1 % pour l'EIA.

### Consommation d'énergie primaire en 2013 par combustible
| Combustible             | Charbon | Charbon | Pétrole | Pétrole | Gaz   | Gaz    | Nucléaire | Nucléaire | EnR   | EnR    | Déchets nR | Déchets nR | Solde imp. élec | Solde imp. élec | Total |
| Pays                    | Mtep    | %       | Mtep    | %       | Mtep  | %      | Mtep      | %         | Mtep  | %      | Mtep       | %          | Mtep            | %               | Mtep  |
| Total EU-28             | 286,5   | 17,2 %  | 556,7   | 33,4 %  | 386,9 | 23,2 % | 226,3     | 13,6 %    | 196,6 | 11,8 % | 12,1       | 0,7 %      | 1,1             | 0,1 %           | 1 666 |
| Allemagne               | 81,6    | 25,2 %  | 109,9   | 33,9 %  | 72,9  | 22,5 % | 25,1      | 7,7 %     | 33,4  | 10,3 % | 4,1        | 1,3 %      | -2,8            | -0,9 %          | 324,3 |
| France                  | 12,5    | 4,8 %   | 78,1    | 30,1 %  | 39,0  | 15,0 % | 109,3     | 42,1 %    | 23,3  | 9,0 %  | 1,3        | 0,5 %      | -4,2            | -1,6 %          | 259,3 |
| Royaume-Uni             | 37,3    | 18,5 %  | 67,9    | 33,8 %  | 65,7  | 32,7 % | 18,2      | 9,1 %     | 10,1  | 5,0 %  | 0,7        | 0,4 %      | 1,2             | 0,6 %           | 201,1 |
| Italie                  | 14,0    | 8,7 %   | 57,5    | 35,9 %  | 57,4  | 35,9 % | 0         |           | 26,4  | 16,5 % | 1,1        | 0,7 %      | 3,6             | 2,3 %           | 160,0 |
| Espagne                 | 10,8    | 9,1 %   | 50,3    | 42,4 %  | 26,1  | 22,0 % | 14,6      | 12,3 %    | 17,3  | 14,6 % | 0,1        | 0,1 %      | -0,6            | -0,5 %          | 118,6 |
| Pologne                 | 53,0    | 54,0 %  | 22,9    | 23,3 %  | 13,7  | 14,0 % | 0         |           | 8,6   | 8,7 %  | 0,5        | 0,5 %      | -0,4            | -0,4 %          | 98,2  |
| Pays-Bas                | 8,1     | 10,0 %  | 33,3    | 41,1 %  | 33,2  | 40,9 % | 0,7       | 0,9 %     | 3,4   | 4,2 %  | 0,8        | 1,0 %      | 1,6             | 1,9 %           | 81,2  |
| Belgique                | 3,2     | 5,7 %   | 23,1    | 40,7 %  | 14,4  | 25,4 % | 11,0      | 19,4 %    | 3,5   | 6,2 %  | 0,7        | 1,2 %      | 0,8             | 1,5 %           | 56,7  |
| Suède                   | 2,2     | 4,5 %   | 12,0    | 24,4 %  | 0,9   | 2,0 %  | 17,1      | 34,9 %    | 17,1  | 34,8 % | 0,6        | 1,2 %      | -0,9            | -1,8 %          | 49,1  |
| République tchèque      | 16,4    | 38,8 %  | 8,6     | 20,3 %  | 6,9   | 16,5 % | 8,0       | 18,9 %    | 3,6   | 8,5 %  | 0,2        | 0,5 %      | -1,5            | -3,4 %          | 42,2  |
| Roumanie                | 5,8     | 17,8 %  | 8,4     | 25,9 %  | 9,8   | 30,3 % | 3,0       | 9,3 %     | 5,6   | 17,2 % | 0,04       | 0,1 %      | -0,2            | -0,5 %          | 32,3  |
| Finlande                | 5,1     | 15,0 %  | 8,4     | 24,7 %  | 2,9   | 8,4 %  | 6,1       | 17,9 %    | 9,9   | 29,2 % | 0,2        | 0,6 %      | 1,4             | 4,0 %           | 33,9  |
| Autriche                | 3,3     | 9,9 %   | 12,2    | 36,0 %  | 7,0   | 20,8 % | 0         |           | 10,0  | 29,6 % | 0,6        | 1,9 %      | 0,6             | 1,8 %           | 33,8  |
| Grèce                   | 7,0     | 28,7 %  | 11,3    | 46,6 %  | 3,2   | 13,3 % | 0         |           | 2,6   | 10,7 % | 0,02       | 0,1 %      | 0,2             | 0,7 %           | 24,4  |
| Hongrie                 | 2,3     | 10,3 %  | 5,8     | 25,3 %  | 7,7   | 33,9 % | 4,0       | 17,5 %    | 1,9   | 8,3 %  | 0,06       | 0,2 %      | 1,0             | 4,5 %           | 22,7  |
| Portugal                | 2,6     | 11,7 %  | 10,5    | 46,4 %  | 3,8   | 16,6 % | 0         |           | 5,3   | 23,5 % | 0,2        | 0,8 %      | 0,2             | 1,1 %           | 22,6  |
| Bulgarie                | 5,9     | 35,3 %  | 3,5     | 20,8 %  | 2,4   | 14,2 % | 3,7       | 21,9 %    | 1,8   | 10,8 % | 0,008      | 0,05 %     | -0,5            | -3,2 %          | 16,8  |
| Danemark                | 3,1     | 17,4 %  | 6,8     | 37,3 %  | 3,3   | 18,4 % | 0         |           | 4,4   | 24,2 % | 0,4        | 2,2 %      | 0,1             | 0,5 %           | 18,1  |
| Slovaquie               | 3,5     | 20,0 %  | 3,3     | 19,4 %  | 4,8   | 27,9 % | 4,1       | 23,8 %    | 1,4   | 8,2 %  | 0,1        | 0,7 %      | 0               |                 | 17,3  |
| Irlande                 | 2,0     | 14,7 %  | 6,8     | 49,2 %  | 3,9   | 28,2 % | 0         |           | 0,9   | 6,2 %  | 0,06       | 0,4 %      | 0,2             | 1,3 %           | 13,7  |
| Croatie                 | 0,7     | 8,6 %   | 3,2     | 41,0 %  | 2,3   | 29,2 % | 0         |           | 1,3   | 16,2 % | 0,009      | 0,1 %      | 0,4             | 4,9 %           | 7,8   |
| Lituanie                | 0,3     | 4,2 %   | 2,4     | 36,2 %  | 2,2   | 32,4 % | 0         |           | 1,2   | 18,1 % | 0,01       | 0,2 %      | 0,6             | 8,9 %           | 6,7   |
| Slovénie                | 1,3     | 19,5 %  | 2,4     | 34,9 %  | 0,7   | 10,1 % | 1,4       | 19,9 %    | 1,1   | 16,5 % | 0,03       | 0,5 %      | -0,1            | -1,5 %          | 6,9   |
| Estonie                 | 4,4     | 66,0 %  | 1,1     | 16,1 %  | 0,5   | 8,3 %  | 0         |           | 0,85  | 12,7 % | 0,1        | 1,6 %      | -0,3            | -4,6 %          | 6,7   |
| Lettonie                | 0,07    | 1,6 %   | 1,4     | 31,5 %  | 1,2   | 27,0 % | 0         |           | 1,6   | 36,1 % | 0,05       | 1,2 %      | 0,1             | 2,6 %           | 4,5   |
| Luxembourg              | 0,05    | 1,1 %   | 2,8     | 64,1 %  | 0,9   | 20,6 % | 0         |           | 0,16  | 3,6 %  | 0,03       | 0,8 %      | 0,4             | 9,8 %           | 4,3   |
| Chypre                  | 0       |         | 2,1     | 93,8 %  | 0     |        | 0         |           | 0,13  | 6,1 %  | 0,001      | 0,1 %      | 0               |                 | 2,2   |
| Malte                   | 0       |         | 0,8     | 98,5 %  | 0     |        | 0         |           | 0,12  | 1,5 %  | 0          |            | 0               |                 | 0,84  |
| Autres pays européens : |         |         |         |         |       |        |           |           |       |        |            |            |                 |                 |       |
| Norvège                 | 0,8     | 2,3 %   | 14,8    | 43,9 %  | 5,7   | 17,0 % | 0         |           | 12,6  | 37,4 % | 0,2        | 0,7 %      | -0,4            | -1,3 %          | 33,7  |
| Suisse (2012)           | 0,1     | 0,5 %   | 10,0    | 39,0 %  | 2,9   | 11,4 % | 6,7       | 26,0 %    | 6,1   | 23,8 % |            |            | 0,2             | 0,7 %           | 25,6  |
| Serbie                  | 7,9     | 52,6 %  | 3,5     | 23,2 %  | 1,9   | 12,4 % | 0         |           | 2,0   | 13,2 % | 0          |            | -0,2            | -1,5 %          | 15,1  |
| Albanie                 | 0,07    | 2,6 %   | 1,5     | 58,3 %  | 0,01  | 0,6 %  | 0         |           | 0,8   | 31,0 % |            |            | 0,2             | 7,6 %           | 2,6   |
| Source : Eurostat.      |         |         |         |         |       |        |           |           |       |        |            |            |                 |                 |       |

### Évolution de la consommation de charbon par pays
| Pays | 1990   | 2000   | 2010   | 2015   | 2016   | 2017   | 2018   | % 2018 | var.1990-2018 |
| --- | ------ | ------ | ------ | ------ | ------ | ------ | ------ | ------ | ------------- |
| Total EU-28 | 446,03 | 315,53 | 276,95 | 258,48 | 237,15 | 228,80 | 218,37 | 100 %  | -51,0 %       |
| Allemagne | 128,54 | 84,83  | 79,08  | 79,41  | 77,13  | 71,31  | 69,74  | 31,9 % | -45,7 %       |
| Pologne | 78,86  | 56,28  | 55,22  | 48,37  | 49,54  | 49,67  | 49,25  | 22,6 % | -37,6 %       |
| République tchèque | 31,46  | 21,58  | 18,85  | 16,39  | 16,55  | 15,84  | 15,73  | 7,2 %  | -50,0 %       |
| Espagne | 19,29  | 20,94  | 7,28   | 13,58  | 10,84  | 12,91  | 11,52  | 5,3 %  | -40,3 %       |
| France | 20,04  | 14,89  | 11,96  | 9,35   | 9,13   | 9,94   | 9,05   | 4,1 %  | -54,9 %       |
| Italie | 14,63  | 12,56  | 13,67  | 12,30  | 10,98  | 9,34   | 8,54   | 3,9 %  | -41,6 %       |
| Pays-Bas | 8,76   | 7,77   | 7,54   | 10,92  | 10,15  | 9,15   | 8,21   | 3,8 %  | -6,3 %        |
| Royaume-Uni | 63,11  | 36,50  | 31,87  | 24,67  | 12,41  | 9,92   | 8,11   | 3,7 %  | -87,1 %       |
| Grèce | 8,07   | 9,04   | 7,86   | 5,61   | 4,37   | 4,82   | 4,56   | 2,1 %  | -43,4 %       |
| Bulgarie | 8,74   | 6,41   | 6,94   | 6,61   | 5,70   | 6,12   | 5,63   | 2,6 %  | -35,6 %       |
| Roumanie | 12,70  | 7,47   | 6,95   | 5,89   | 5,28   | 5,39   | 5,05   | 2,3 %  | -60,3 %       |
| Finlande | 4,10   | 3,63   | 4,59   | 2,70   | 3,17   | 2,84   | 2,75   | 1,3 %  | -32,8 %       |
| Slovaquie | 7,8    | 4,27   | 3,90   | 3,28   | 3,22   | 3,38   | 3,34   | 1,5 %  | -57,4 %       |
| Belgique | 10,57  | 8,02   | 3,79   | 3,38   | 3,19   | 3,10   | 3,10   | 1,4 %  | -70,6 %       |
| Autriche | 4,10   | 3,60   | 3,38   | 3,26   | 3,01   | 3,10   | 2,72   | 1,2 %  | -33,5 %       |
| Portugal | 2,76   | 3,81   | 1,66   | 3,26   | 2,85   | 3,23   | 2,70   | 1,2 %  | -2,2 %        |
| Hongrie | 6,20   | 3,85   | 2,70   | 2,36   | 2,19   | 2,23   | 2,12   | 1,0 %  | -65,8 %       |
| Suède | 2,72   | 2,22   | 2,14   | 1,98   | 1,91   | 1,91   | 2,01   | 0,9 %  | -26,1 %       |
| Danemark | 6,09   | 3,99   | 3,81   | 1,82   | 2,12   | 1,71   | 1,72   | 0,8 %  | -71,8 %       |
| Slovénie | 1,57   | 1,31   | 1,45   | 1,07   | 1,15   | 1,14   | 1,13   | 0,5 %  | -28,1 %       |
| Irlande | 2,08   | 1,81   | 1,23   | 1,43   | 1,37   | 1,10   | 0,73   | 0,3 %  | -65,2 %       |
| Croatie | 0,81   | 0,43   | 0,68   | 0,61   | 0,65   | 0,39   | 0,37   | 0,2 %  | -54,8 %       |
| Lituanie | 0,78   | 0,08   | 0,18   | 0,16   | 0,16   | 0,16   | 0,17   | 0,08 % | -77,9 %       |
| Lettonie | 0,63   | 0,07   | 0,11   | 0,05   | 0,04   | 0,04   | 0,05   | 0,02 % | -92,8 %       |
| Luxembourg | 1,11   | 0,11   | 0,07   | 0,05   | 0,05   | 0,05   | 0,04   | 0,02 % | -96,2 %       |
| Estonie | 0,22   | 0,04   | 0,02   | 0,01   | 0,01   | 0,01   | 0,02   | 0,01 % | -92 %         |
| Chypre | 0,06   | 0,03   | 0,02   | 0      | 0      | 0      | 0,01   | 0,01 % | -79 %         |
| Autres pays européens ou voisins : |        |        |        |        |        |        |        |        |               |
| Turquie | 15,74  | 23,21  | 31,09  | 34,60  | 37,87  | 40,09  | 40,82  |        | +159 %        |
| Serbie | 10,17  | 8,64   | 7,75   | 7,74   | 7,92   | 7,87   | 7,55   |        | -25,8 %       |
| Norvège | 0,86   | 1,05   | 0,76   | 0,82   | 0,76   | 0,85   | 0,82   |        | -4,6 %        |
| Source : Eurostat NB : la tourbe n'est pas prise en compte ; par exemple, la Finlande a consommé 1,47 Mtep de tourbe en 2018, l'Irlande 0,61 Mtep et la Suède 0,19 Mtep. Les schistes bitumineux produits et consommés en Estonie, également non pris en compte, s'élevaient à 4,66 Mtep en 2018. |        |        |        |        |        |        |        |        |               |

### Évolution de la consommation de pétrole par pays
| Pays                               | 1990   | 2000   | 2010   | 2015   | 2016   | 2017   | 2018   | % 2018 | var.1990-2018 |
| ---------------------------------- | ------ | ------ | ------ | ------ | ------ | ------ | ------ | ------ | ------------- |
| Total EU-28                        | 666,23 | 706,02 | 662,55 | 604,71 | 612,47 | 627,67 | 622,06 | 100 %  | -6,6 %        |
| Allemagne                          | 128,68 | 133,28 | 115,96 | 112,28 | 113,59 | 115,46 | 110,19 | 17,7 % | -14,4 %       |
| France                             | 89,92  | 90,43  | 84,87  | 82,88  | 80,15  | 80,83  | 78,74  | 12,7 % | -12,4 %       |
| Royaume-Uni                        | 85,16  | 85,82  | 77,09  | 73,56  | 74,60  | 75,64  | 74,73  | 12,0 % | -12,2 %       |
| Espagne                            | 47,61  | 70,45  | 69,34  | 59,96  | 61,70  | 63,98  | 64,51  | 10,4 % | +35,5 %       |
| Italie                             | 87,53  | 91,50  | 71,39  | 58,62  | 57,04  | 57,72  | 57,47  | 9,2 %  | -34,4 %       |
| Pays-Bas                           | 37,73  | 44,09  | 47,21  | 42,38  | 43,39  | 44,05  | 43,02  | 6,9 %  | +14,0 %       |
| Belgique                           | 22,61  | 29,52  | 32,11  | 29,25  | 29,55  | 30,28  | 32,15  | 5,2 %  | +42,2 %       |
| Pologne                            | 13,67  | 19,90  | 26,17  | 24,27  | 26,75  | 30,24  | 31,07  | 5,0 %  | +127 %        |
| Grèce                              | 15,37  | 19,24  | 17,25  | 13,83  | 13,99  | 14,06  | 13,62  | 2,2 %  | -11,4 %       |
| Suède                              | 15,32  | 15,59  | 16,52  | 11,34  | 12,95  | 13,04  | 12,93  | 2,1 %  | -15,6 %       |
| Autriche                           | 10,82  | 12,35  | 13,04  | 12,02  | 12,28  | 12,30  | 12,50  | 2,0 %  | +15,5 %       |
| Portugal                           | 11,82  | 16,28  | 12,84  | 11,00  | 11,12  | 11,36  | 11,01  | 1,8 %  | -6,9 %        |
| République tchèque                 | 8,94   | 7,87   | 9,30   | 8,91   | 8,31   | 9,67   | 9,81   | 1,6 %  | +9,8 %        |
| Roumanie                           | 19,24  | 10,12  | 8,66   | 8,69   | 8,86   | 9,66   | 9,74   | 1,6 %  | -49,4 %       |
| Finlande                           | 10,34  | 10,16  | 10,26  | 8,72   | 9,48   | 9,14   | 9,15   | 1,5 %  | -11,6 %       |
| Danemark                           | 9,16   | 10,10  | 8,52   | 7,46   | 7,54   | 7,58   | 7,73   | 1,2 %  | -15,7 %       |
| Irlande                            | 4,89   | 8,34   | 7,92   | 7,15   | 7,54   | 7,34   | 7,55   | 1,2 %  | +54,4 %       |
| Hongrie                            | 8,78   | 6,87   | 6,80   | 7,03   | 7,04   | 7,59   | 8,09   | 1,3 %  | -7,8 %        |
| Bulgarie                           | 9,70   | 4,25   | 4,11   | 4,43   | 4,42   | 4,62   | 4,68   | 0,8 %  | -51,7 %       |
| Slovaquie                          | 4,48   | 2,85   | 3,51   | 3,10   | 3,33   | 3,69   | 3,79   | 0,6 %  | -15,4 %       |
| Croatie                            | 4,88   | 3,97   | 3,73   | 3,25   | 3,26   | 3,48   | 3,37   | 0,5 %  | -30,9 %       |
| Lituanie                           | 6,94   | 2,25   | 2,69   | 2,68   | 3,00   | 3,07   | 3,29   | 0,5 %  | -52,6 %       |
| Luxembourg                         | 1,60   | 2,32   | 2,87   | 2,64   | 2,63   | 2,76   | 2,92   | 0,5 %  | +81,9 %       |
| Slovénie                           | 1,77   | 2,41   | 2,62   | 2,35   | 2,52   | 2,59   | 2,68   | 0,4 %  | +51,4 %       |
| Malte                              | 0,62   | 1,47   | 2,38   | 2,18   | 2,31   | 2,56   | 2,66   | 0,4 %  | +330 %        |
| Chypre                             | 1,61   | 2,54   | 2,81   | 2,37   | 2,57   | 2,62   | 2,63   | 0,4 %  | +63,6 %       |
| Lettonie                           | 3,98   | 1,30   | 1,77   | 1,74   | 1,80   | 1,82   | 1,63   | 0,3 %  | -59,1 %       |
| Estonie                            | 3,03   | 0,77   | 0,82   | 0,62   | 0,73   | 0,52   | 0,42   | 0,07 % | -86,1 %       |
| Autres pays européens ou voisins : |        |        |        |        |        |        |        |        |               |
| Turquie                            | 23,71  | 31,46  | 31,69  | 43,20  | 46,79  | 49,23  | 47,26  |        | +99,3 %       |
| Norvège                            | 8,41   | 9,25   | 13,94  | 10,40  | 9,43   | 11,35  | 9,42   |        | +12,1 %       |
| Serbie                             | 5,29   | 1,49   | 3,96   | 3,49   | 3,81   | 3,82   | 3,83   |        | -27,5 %       |
| Albanie                            | 1,21   | 1,08   | 1,25   | 1,22   | 1,27   | 1,35   | 1,19   |        | -2,4 %        |
| Source : Eurostat.                 |        |        |        |        |        |        |        |        |               |

### Évolution de la consommation de gaz naturel par pays
| Pays                               | 1990   | 2000   | 2010   | 2015   | 2016   | 2017   | 2018   | % 2018 | var.1990-2018 |
| ---------------------------------- | ------ | ------ | ------ | ------ | ------ | ------ | ------ | ------ | ------------- |
| Total EU-28                        | 297,00 | 396,00 | 447,60 | 357,24 | 382,14 | 397,87 | 392,32 | 100 %  | +32,1 %       |
| Allemagne                          | 54,98  | 71,85  | 75,90  | 65,15  | 70,33  | 75,34  | 73,55  | 18,7 % | +33,8 %       |
| Royaume-Uni                        | 47,20  | 87,40  | 84,82  | 61,25  | 68,95  | 67,13  | 67,68  | 17,3 % | +43,4 %       |
| Italie                             | 39,00  | 57,94  | 68,06  | 55,30  | 58,08  | 61,55  | 59,51  | 15,2 % | +52,6 %       |
| France                             | 26,03  | 35,77  | 42,62  | 35,04  | 38,29  | 38,49  | 36,73  | 9,4 %  | +41,1 %       |
| Pays-Bas                           | 30,73  | 35,01  | 40,07  | 28,63  | 30,03  | 31,03  | 30,74  | 7,8 %  | +0 %          |
| Espagne                            | 4,97   | 15,22  | 31,13  | 24,54  | 25,04  | 27,27  | 27,08  | 6,9 %  | +445 %        |
| Pologne                            | 8,94   | 9,96   | 12,80  | 13,78  | 14,63  | 15,44  | 16,12  | 4,1 %  | +80,4 %       |
| Belgique                           | 8,17   | 13,37  | 16,75  | 13,95  | 14,23  | 14,47  | 14,92  | 3,8 %  | +82,6 %       |
| Roumanie                           | 28,84  | 13,68  | 10,79  | 8,92   | 9,02   | 9,71   | 9,94   | 2,5 %  | -65,5 %       |
| Hongrie                            | 8,91   | 9,66   | 9,82   | 7,49   | 8,03   | 8,54   | 8,27   | 2,1 %  | -7,2 %        |
| Autriche                           | 5,24   | 6,58   | 8,12   | 6,87   | 7,12   | 7,78   | 7,39   | 1,9 %  | +41,2 %       |
| République tchèque                 | 5,25   | 7,50   | 8,07   | 6,48   | 7,02   | 7,20   | 6,82   | 1,7 %  | +29,9 %       |
| Portugal                           | 0      | 2,03   | 4,49   | 4,05   | 4,32   | 5,42   | 5,04   | 1,3 %  | ns            |
| Irlande                            | 1,87   | 3,44   | 4,70   | 3,76   | 4,25   | 4,31   | 4,49   | 1,1 %  | +140 %        |
| Grèce                              | 0,14   | 1,70   | 3,23   | 2,68   | 3,49   | 4,20   | 4,12   | 1,0 %  | +2880 %       |
| Slovaquie                          | 5,09   | 5,78   | 5,01   | 3,88   | 3,90   | 4,14   | 4,08   | 1,0 %  | -19,9 %       |
| Danemark                           | 1,82   | 4,45   | 4,42   | 2,85   | 2,88   | 2,75   | 2,67   | 0,7 %  | +47,0 %       |
| Bulgarie                           | 5,40   | 2,93   | 2,30   | 2,59   | 2,69   | 2,76   | 2,61   | 0,7 %  | -51,6 %       |
| Croatie                            | 2,19   | 2,21   | 2,63   | 2,08   | 2,17   | 2,49   | 2,29   | 0,6 %  | +4,4 %        |
| Finlande                           | 2,18   | 3,43   | 3,84   | 2,24   | 2,06   | 1,94   | 2,17   | 0,6 %  | -0,4 %        |
| Lituanie                           | 4,68   | 2,06   | 2,49   | 2,07   | 1,84   | 1,92   | 1,78   | 0,5 %  | -62 %         |
| Lettonie                           | 2,38   | 1,09   | 1,46   | 1,10   | 1,11   | 0,99   | 1,17   | 0,3 %  | -51 %         |
| Suède                              | 0,58   | 0,78   | 1,47   | 0,72   | 0,82   | 0,94   | 1,02   | 0,3 %  | +77 %         |
| Slovénie                           | 0,76   | 0,83   | 0,86   | 0,66   | 0,71   | 0,74   | 0,72   | 0,2 %  | -5 %          |
| Luxembourg                         | 0,43   | 0,67   | 1,20   | 0,77   | 0,71   | 0,69   | 0,68   | 0,2 %  | +59 %         |
| Estonie                            | 1,22   | 0,66   | 0,56   | 0,39   | 0,43   | 0,39   | 0,41   | 0,1 %  | -66 %         |
| Autres pays européens ou voisins : |        |        |        |        |        |        |        |        |               |
| Turquie                            | 2,86   | 12,64  | 31,39  | 39,38  | 38,26  | 44,23  | 41,02  |        | +1337 %       |
| Ukraine                            | 91,85  | 62,27  | 55,25  | 26,08  | 25,60  | 24,55  | 25,65  |        | -72 %         |
| Norvège                            | 1,98   | 4,14   | 6,31   | 6,18   | 5,59   | 4,63   | 5,20   |        | +163 %        |
| Serbie                             | 2,59   | 1,53   | 1,85   | 1,75   | 1,89   | 2,12   | 2,13   |        | -17,6 %       |
| Source : Eurostat.                 |        |        |        |        |        |        |        |        |               |

## Consommation finale d'énergie

### Consommation finale d'énergie par pays
La consommation finale d'énergie en Europe, après transformation (raffinage, production d'électricité ou de chaleur, etc), puis transport et distribution jusqu'au consommateur final, est détaillée ci-dessous par pays :
| Pays                               | 1990    | 2000    | 2010    | 2015    | 2016    | 2017    | 2018    | % 2018 | var. 1990-2018 | ktep/hab. en 2018 |
| ---------------------------------- | ------- | ------- | ------- | ------- | ------- | ------- | ------- | ------ | -------------- | ----------------- |
| Total EU-28                        | 1 140,6 | 1 173,2 | 1 212,5 | 1 122,2 | 1 142,7 | 1 167,9 | 1 165,2 | 100 %  | +2,2 %         | 2,27              |
| Allemagne                          | 241,08  | 234,79  | 233,13  | 220,83  | 223,49  | 228,67  | 223,73  | 19,2 % | -7,2 %         | 2,70              |
| France                             | 145,79  | 156,74  | 161,69  | 156,84  | 158,03  | 157,53  | 155,34  | 13,3 % | +6,5 %         | 2,32              |
| Royaume-Uni                        | 137,09  | 150,27  | 139,22  | 128,30  | 129,60  | 128,63  | 129,73  | 11,1 % | -5,4 %         | 1,96              |
| Italie                             | 115,09  | 128,77  | 131,73  | 117,63  | 116,75  | 121,17  | 119,95  | 10,3 % | +4,2 %         | 1,98              |
| Espagne                            | 60,91   | 85,40   | 91,43   | 79,23   | 81,84   | 85,69   | 87,73   | 7,5 %  | +44 %          | 1,88              |
| Pologne                            | 65,58   | 57,13   | 70,36   | 65,09   | 70,35   | 74,71   | 76,62   | 6,6 %  | +16,8 %        | 2,02              |
| Pays-Bas                           | 52,44   | 58,80   | 64,82   | 55,17   | 56,88   | 58,15   | 57,90   | 5,0 %  | +10,4 %        | 3,37              |
| Belgique                           | 31,03   | 40,82   | 42,72   | 40,87   | 40,87   | 40,55   | 40,92   | 3,5 %  | +31,9 %        | 3,59              |
| Suède                              | 31,46   | 34,91   | 35,26   | 31,87   | 33,89   | 34,81   | 34,82   | 3,0 %  | +10,7 %        | 3,44              |
| Autriche                           | 19,59   | 23,58   | 27,77   | 27,24   | 27,90   | 28,16   | 27,88   | 2,4 %  | +42,3 %        | 3,16              |
| République tchèque                 | 34,69   | 26,42   | 27,77   | 25,91   | 25,88   | 27,85   | 27,57   | 2,4 %  | -20,5 %        | 2,60              |
| Finlande                           | 21,64   | 23,73   | 26,36   | 24,30   | 25,34   | 25,99   | 25,99   | 2,2 %  | +20,1 %        | 4,71              |
| Roumanie                           | 43,97   | 24,12   | 24,80   | 22,81   | 23,11   | 24,38   | 24,90   | 2,1 %  | -43,4 %        | 1,28              |
| Hongrie                            | 20,54   | 17,22   | 18,86   | 18,54   | 18,96   | 19,87   | 19,89   | 1,7 %  | -3,2 %         | 2,03              |
| Portugal                           | 14,02   | 19,54   | 18,93   | 16,86   | 16,74   | 17,02   | 16,96   | 1,5 %  | +20,9 %        | 1,65              |
| Grèce                              | 14,33   | 18,46   | 19,16   | 16,55   | 16,88   | 16,62   | 15,98   | 1,4 %  | +11,5 %        | 1,49              |
| Danemark                           | 13,23   | 14,33   | 15,02   | 13,53   | 13,93   | 14,31   | 14,36   | 1,2 %  | +8,6 %         | 2,48              |
| Irlande                            | 7,59    | 10,37   | 11,27   | 10,77   | 11,26   | 11,03   | 11,31   | 1,0 %  | +49 %          | 2,34              |
| Slovaquie                          | 15,16   | 11,68   | 11,47   | 10,02   | 10,23   | 11,04   | 11,19   | 1,0 %  | -26,2 %        | 2,06              |
| Bulgarie                           | 17,48   | 9,68    | 9,24    | 10,07   | 10,04   | 10,27   | 10,50   | 0,9 %  | -39,9 %        | 1,49              |
| Croatie                            | 7,03    | 6,59    | 7,73    | 7,01    | 7,05    | 7,33    | 7,17    | 0,6 %  | +2,0 %         | 1,75              |
| Lituanie                           | 10,40   | 4,25    | 5,42    | 5,90    | 6,05    | 6,43    | 6,56    | 0,6 %  | -37 %          | 2,33              |
| Slovénie                           | 3,72    | 4,68    | 5,24    | 4,79    | 4,99    | 5,07    | 5,12    | 0,4 %  | +37,4 %        | 2,47              |
| Lettonie                           | 6,42    | 3,26    | 4,06    | 3,76    | 3,78    | 3,95    | 4,11    | 0,4 %  | -36 %          | 2,12              |
| Luxembourg                         | 2,77    | 3,24    | 3,93    | 3,57    | 3,57    | 3,64    | 3,78    | 0,3 %  | +36,5 %        | 6,28              |
| Estonie                            | 6,33    | 2,69    | 3,00    | 2,84    | 3,28    | 2,97    | 3,04    | 0,3 %  | -52 %          | 2,30              |
| Chypre                             | 0,97    | 1,47    | 1,69    | 1,44    | 1,51    | 1,59    | 1,63    | 0,1 %  | +69 %          | 1,89              |
| Malte                              | 0,27    | 0,32    | 0,42    | 0,46    | 0,46    | 0,51    | 0,52    | 0,05 % | +95 %          | 1,10              |
| Autres pays européens ou voisins : |         |         |         |         |         |         |         |        |                |                   |
| Turquie                            | 40,06   | 58,80   | 78,15   | 94,10   | 98,75   | 105,86  | 103,61  |        | +159 %         | 1,28              |
| Ukraine                            | 147,68  | 72,53   | 83,54   | 51,49   | 52,68   | 51,61   | 52,84   |        | -64 %          | 1,25              |
| Norvège                            | 17,33   | 20,93   | 25,92   | 23,05   | 22,08   | 23,43   | 21,97   |        | +26,7 %        | 4,15              |
| Serbie                             | 12,03   | 7,22    | 9,57    | 8,49    | 9,07    | 9,19    | 9,18    |        | -23,7 %        | 1,31              |
| Source : Eurostat,.                |         |         |         |         |         |         |         |        |                |                   |

Les facteurs explicatifs des écarts de consommation par habitant entre pays sont :
- le niveau de développement et de prospérité : l'Allemagne consomme 2,11 fois plus que la Roumanie ;
- les températures : les pays nordiques consomment plus en chauffage, éclairage, etc que ceux du sud : la Suède consomme 83 % de plus que l'Espagne ;
- le poids relatif de l'industrie dans l'économie : l'Allemagne, plus industrielle que la France, consomme 16 % de plus ; en Islande, la disponibilité de ressources hydroélectriques et géothermiques à bas coût ont attiré des usines d'aluminium, portant la consommation à 9,1 tep/hab. ; le secteur industriel de la Finlande a également des consommations élevées (industries papetières) ;
- les pays les plus exportateurs (Allemagne, Pays-Bas, Belgique) consomment plus, toutes choses égales par ailleurs ; ceci est plus difficile à distinguer, du fait des interférences avec les autres facteurs (corrélations avec le niveau de développement et le poids de l'industrie) ;
- un pays qui cumule plusieurs facteurs haussiers, comme le Luxembourg (niveau de vie élevé, forte industrialisation, exportateur), parvient à des consommations très élevées : 6,28 tep/hab., soit 2,77 fois la moyenne de l'Europe des Vingt-Huit.

### Part des énergies renouvelables dans la consommation finale d'énergie
| Pays                    | 2004   | 2008   | 2009   | 2010   | 2011   | 2012   | 2013   | 2014   | 2015   | 2016   | 2017   | 2018   | objectif 2020 |
| ----------------------- | ------ | ------ | ------ | ------ | ------ | ------ | ------ | ------ | ------ | ------ | ------ | ------ | ------------- |
| Total EU-27             | 9,6 %  | 12,6 % | 13,9 % | 14,4 % | 14,6 % | 16,1 % | 16,7 % | 17,5 % | 17,8 % | 18,0 % | 18,5 % | 18,9 % | 20 %          |
| Total EU-28             | 8,5 %  | 11,4 % | 12,6 % | 13,2 % | 13,4 % | 14,7 % | 15,4 % | 16,2 % | 16,7 % | 17,0 % | 17,5 % | 18,0 % | 20 %          |
| Suède                   | 38,7 % | 44,7 % | 47,9 % | 47,0 % | 48,2 % | 50,2 % | 50,8 % | 51,9 % | 53,0 % | 53,4 % | 54,2 % | 54,6 % | 49 %          |
| Finlande                | 29,3 % | 31,4 % | 31,3 % | 32,4 % | 32,8 % | 34,4 % | 36,7 % | 38,8 % | 39,3 % | 39,0 % | 40,9 % | 41,2 % | 38 %          |
| Lettonie                | 32,8 % | 29,8 % | 34,3 % | 30,4 % | 33,5 % | 35,7 % | 37,0 % | 38,6 % | 37,5 % | 37,1 % | 39,0 % | 40,3 % | 40 %          |
| Danemark                | 14,8 % | 18,5 % | 20,0 % | 21,9 % | 23,4 % | 25,5 % | 27,2 % | 29,3 % | 30,8 % | 31,8 % | 34,7 % | 35,7 % | 30 %          |
| Autriche                | 22,6 % | 28,9 % | 31,0 % | 31,2 % | 31,6 % | 32,7 % | 32,8 % | 33,7 % | 33,5 % | 33,4 % | 33,1 % | 33,4 % | 34 %          |
| Portugal                | 19,2 % | 22,9 % | 24,4 % | 24,2 % | 24,6 % | 24,6 % | 25,7 % | 29,5 % | 30,5 % | 30,9 % | 30,6 % | 30,3 % | 31 %          |
| Estonie                 | 18,4 % | 18,6 % | 22,9 % | 24,6 % | 25,3 % | 25,5 % | 25,3 % | 26,1 % | 28,2 % | 28,7 % | 29,1 % | 30,0 % | 25 %          |
| Croatie                 | 23,4 % | 22,0 % | 23,6 % | 25,1 % | 25,4 % | 26,8 % | 28,0 % | 27,8 % | 29,0 % | 28,3 % | 27,3 % | 28,0 % | 20 %          |
| Lituanie                | 17,2 % | 17,8 % | 19,8 % | 19,6 % | 19,9 % | 21,4 % | 22,7 % | 23,6 % | 25,8 % | 25,6 % | 26,0 % | 24,4 % | 23 %          |
| Roumanie                | 16,8 % | 20,2 % | 22,2 % | 22,8 % | 21,2 % | 22,8 % | 23,9 % | 24,8 % | 24,8 % | 25,0 % | 24,5 % | 23,9 % | 24 %          |
| Slovénie                | 16,1 % | 15,0 % | 20,1 % | 20,4 % | 20,3 % | 20,8 % | 22,4 % | 21,5 % | 21,9 % | 21,3 % | 21,1 % | 21,1 % | 25 %          |
| Bulgarie                | 9,2 %  | 10,3 % | 12,0 % | 13,9 % | 14,2 % | 15,8 % | 18,9 % | 18,1 % | 18,3 % | 18,8 % | 18,7 % | 20,5 % | 16 %          |
| Grèce                   | 7,2 %  | 8,2 %  | 8,7 %  | 10,1 % | 11,2 % | 13,7 % | 15,3 % | 15,7 % | 15,7 % | 15,4 % | 17,0 % | 18,0 % | 18 %          |
| Italie                  | 6,3 %  | 11,5 % | 12,8 % | 13,0 % | 12,9 % | 15,4 % | 16,7 % | 17,1 % | 17,5 % | 17,4 % | 18,3 % | 17,8 % | 17 %          |
| Espagne                 | 8,3 %  | 10,7 % | 13,0 % | 13,8 % | 13,2 % | 14,3 % | 15,3 % | 16,1 % | 16,2 % | 17,4 % | 17,6 % | 17,5 % | 20 %          |
| France                  | 9,5 %  | 11,2 % | 12,2 % | 12,7 % | 11,0 % | 13,4 % | 14,0 % | 14,6 % | 15,0 % | 15,7 % | 16,0 % | 16,6 % | 23 %          |
| Allemagne               | 6,2 %  | 10,1 % | 10,9 % | 11,7 % | 12,5 % | 13,6 % | 13,8 % | 14,4 % | 14,9 % | 14,9 % | 15,5 % | 16,5 % | 18 %          |
| République tchèque      | 6,8 %  | 8,7 %  | 10,0 % | 10,5 % | 10,9 % | 12,8 % | 13,9 % | 15,1 % | 15,1 % | 14,9 % | 14,8 % | 15,2 % | 13 %          |
| Chypre                  | 3,1 %  | 5,1 %  | 5,9 %  | 6,2 %  | 6,3 %  | 7,1 %  | 8,5 %  | 9,2 %  | 9,9 %  | 9,9 %  | 10,5 % | 13,9 % | 13 %          |
| Hongrie                 | 4,4 %  | 8,6 %  | 11,7 % | 12,7 % | 14,0 % | 15,5 % | 16,2 % | 14,6 % | 14,5 % | 14,3 % | 13,5 % | 12,5 % | 13 %          |
| Slovaquie               | 6,4 %  | 7,7 %  | 9,4 %  | 9,1 %  | 10,3 % | 10,5 % | 10,1 % | 11,7 % | 12,9 % | 12,0 % | 11,5 % | 11,9 % | 14 %          |
| Pologne                 | 6,9 %  | 7,7 %  | 8,7 %  | 9,3 %  | 10,3 % | 10,9 % | 11,4 % | 11,5 % | 11,7 % | 11,3 % | 11,0 % | 11,3 % | 15 %          |
| Irlande                 | 2,4 %  | 3,9 %  | 5,2 %  | 5,7 %  | 6.6 %  | 7.1 %  | 7,6 %  | 8,6 %  | 9,1 %  | 9,3 %  | 10,6 % | 11,1 % | 16 %          |
| Royaume-Uni             | 0,9 %  | 2,7 %  | 3,3 %  | 3,8 %  | 4,3 %  | 4,4 %  | 5,5 %  | 6,7 %  | 8,3 %  | 9,0 %  | 9,7 %  | 11,0 % | 15 %          |
| Belgique                | 1,9 %  | 3,6 %  | 4,7 %  | 5,6 %  | 6,3 %  | 7,2 %  | 7,5 %  | 8,0 %  | 8,0 %  | 8,7 %  | 9,1 %  | 9,4 %  | 13 %          |
| Luxembourg              | 0,9 %  | 2,8 %  | 2,9 %  | 2,9 %  | 2,9 %  | 3,1 %  | 3,5 %  | 4,5 %  | 5,1 %  | 5,4 %  | 6,3 %  | 9,1 %  | 11 %          |
| Malte                   | 0,1 %  | 0,2 %  | 0,2 %  | 1,0 %  | 1,9 %  | 2,9 %  | 3,8 %  | 4,7 %  | 5,1 %  | 6,2 %  | 7,3 %  | 8,0 %  | 10 %          |
| Pays-Bas                | 2,0 %  | 3,6 %  | 4,3 %  | 3,9 %  | 4,5 %  | 4,7 %  | 4,7 %  | 5,4 %  | 5,7 %  | 5,8 %  | 6,5 %  | 7,4 %  | 14 %          |
| Autres pays européens : |        |        |        |        |        |        |        |        |        |        |        |        |               |
| Norvège                 | 58,4 % | 62,1 % | 65,1 % | 65,1 % | 64,7 % | 65,6 % | 66,7 % | 69,2 % | 69,2 % | 70,2 % | 71,6 % | 72,8 % |               |
| Islande                 | 58,9 % | 67,3 % | 69,6 % | 70,3 % | 71,5 % | 72,4 % | 71,7 % | 70,5 % | 70,3 % | 70,2 % | 70,7 % | 72,2 % |               |
| Monténégro              |        | 32,5 % | 39,5 % | 40,7 % | 40,7 % | 41,5 % | 43,7 % | 44,1 % | 43,1 % | 41,6 % | 39,7 % | 38,8 % |               |
| Albanie                 | 29,6 % | 32,4 % | 31,4 % | 31,9 % | 31,2 % | 35,2 % | 33,2 % | 31,5 % | 34,4 % | 35,5 % | 34,5 % | 34,9 % |               |
| Kosovo                  | 20,5 % | 18,4 % | 18,2 % | 18,2 % | 17,6 % | 18,6 % | 18,6 % | 19,5 % | 18,5 % | 24,5 % | 23,1 % | 24,9 % |               |
| Serbie                  | 12,7 % | 15,9 % | 21,0 % | 19,8 % | 19,1 % | 20,8 % | 21,1 % | 22,9 % | 22,0 % | 21,1 % | 20,3 % | 20,3 % |               |
| Macédoine du Nord       | 15,7 % | 15,6 % | 17,2 % | 16,5 % | 16,4 % | 18,1 % | 18,5 % | 19,6 % | 19,5 % | 18,0 % | 19,6 % | 18,1 % |               |
| Turquie                 | 16,2 % | 13,5 % | 14,1 % | 14,0 % | 12,8 % | 13,2 % | 13,9 % | 13,6 % | 13,6 % | 13,7 % | 12,8 % | 13,7 % |               |
| Source : Eurostat.      |        |        |        |        |        |        |        |        |        |        |        |        |               |

### Part des énergies décarbonées dans la consommation finale d'énergie
La part des énergies décarbonées (énergies renouvelables + nucléaire) dans la consommation finale brute d'énergie (ou taux de décarbonation) était la suivante en 2018 :
| Pays | % EnR /conso.finale | % élec. /conso.finale, | % nucl. /prod.élec, | % nucl. /conso.finale | % décarbonation |
| --- | ------------------- | ---------------------- | ------------------- | --------------------- | --------------- |
| Total EU-28 | 18,0 %              | 22,8 %                 | 24,0 %              | 5,2 %                 | 21,9 %          |
| Suède | 54,6 %              | 34,5 %                 | 41,3 %              | 14,3 %                | 68,9 %          |
| Finlande | 41,2 %              | 28,4 %                 | 32,6 %              | 9,2 %                 | 50,4 %          |
| Lettonie | 40,3 %              |                        |                     |                       | 40,3 %          |
| France | 16,6 %              | 27,1 %                 | 71,1 %              | 19,3 %                | 35,9 %          |
| Danemark | 35,7 %              |                        |                     |                       | 35,7 %          |
| Autriche | 33,4 %              |                        |                     |                       | 33,4 %          |
| Bulgarie | 20,5 %              | 26,4 %                 | 37,5 %              | 9,9 %                 | 30,4 %          |
| Portugal | 30,3 %              |                        |                     |                       | 30,3 %          |
| Estonie | 30,0 %              |                        |                     |                       | 30,0 %          |
| Slovénie* | 21,1 %              | 23,9 %                 | 35,4 %              | 8,5 %                 | 29,6 %          |
| Croatie* | 28,0 %              | 20,8 %                 |                     |                       | 28,0 %          |
| Roumanie | 23,9 %              | 16,7 %                 | 18,5 %              | 3,1 %                 | 27,0 %          |
| Slovaquie | 11,9 %              | 22,5 %                 | 58,5 %              | 13,2 %                | 25,1 %          |
| Lituanie | 24,4 %              |                        |                     |                       | 24,4 %          |
| Espagne | 17,5 %              | 25,0 %                 | 20,3 %              | 5,1 %                 | 22,6 %          |
| République tchèque | 15,1 %              | 20,6 %                 | 34,0 %              | 7,0 %                 | 22,1 %          |
| Hongrie | 12,5 %              | 19,0 %                 | 49,3 %              | 9,4 %                 | 21,9 %          |
| Allemagne | 16,5 %              | 22,0 %                 | 11,7 %              | 2,6 %                 | 19,1 %          |
| Grèce | 18,0 %              |                        |                     |                       | 18,0 %          |
| Italie | 17,8 %              |                        |                     |                       | 17,8 %          |
| Belgique | 9,4 %               | 21,5 %                 | 38,1 %              | 8,2 %                 | 17,6 %          |
| Royaume-Uni | 11,0 %              | 21,1 %                 | 19,5 %              | 4,1 %                 | 15,1 %          |
| Chypre | 13,9 %              |                        |                     |                       | 13,9 %          |
| Pologne | 11,3 %              |                        |                     |                       | 11,3 %          |
| Irlande | 11,1 %              |                        |                     |                       | 11,1 %          |
| Luxembourg | 9,1 %               |                        |                     |                       | 9,1 %           |
| Pays-Bas | 7,4 %               | 20,7 %                 | 3,1 %               | 0,6 %                 | 8,0 %           |
| Malte | 8,0 %               |                        |                     |                       | 8,0 %           |
| * La production de la centrale nucléaire de Krško, située en Slovénie, revient pour 50 % à la Croatie ; avec ce correctif, la part de nucléaire en Slovénie est ramenée à 4,3 % et son taux de décarbonation à 25,4 % et la part de nucléaire en Croatie est de 4 % et son taux de décarbonation de 32 %. |                     |                        |                     |                       |                 |

## Réseaux de chaleur
La consommation de chaleur livrée par réseau de chaleur dans l'Union européenne atteignait 48,5 Mtep en 2017, soit 4,2 % du total de la consommation finale d'énergie ; elle était consommée dans le secteur résidentiel pour 46,2 %, dans l'industrie pour 33,2 % et dans le tertiaire pour 19,8 %. Cette chaleur a été produite dans des centrales de cogénération ou des chaufferies alimentées en gaz naturel pour 36,5 %, en charbon pour 25,3 %, en produits pétroliers pour 3,9 %, en biomasse pour 19,8 %, en déchets pour 10,1 %, en géothermie pour 0,4 %, en nucléaire pour 0,2 % et en autres sources d'énergies pour 3,5 %.
| Total EU-28 | 55,10 | 45,33 | 53,04 | 46,27  | 48,13  | 48,53  | 100 %  | 4,2 %  |
| Allemagne | 9,15  | 6,83  | 11,27 | 9,59   | 9,78   | 9,81   | 20,2 % | 4,3 %  |
| Pologne | 15,56 | 6,88  | 6,55  | 5,46   | 5,67   | 5,82   | 12,0 % | 7,7 %  |
| Suède | 1,70  | 3,55  | 5,14  | 4,19   | 4,43   | 4,37   | 9,0 %  | 13,0 % |
| Italie | 0     | 0     | 3,33  | 3,85   | 3,95   | 4,11   | 8,5 %  | 3,5 %  |
| Finlande | 1,92  | 3,27  | 4,53  | 3,83   | 4,11   | 4,02   | 8,3 %  | 15,7 % |
| France | 0,48  | 3,24  | 2,85  | 2,92   | 3,34   | 3,67   | 7,6 %  | 2,4 %  |
| Danemark | 1,76  | 2,25  | 2,84  | 2,46   | 2,55   | 2,57   | 5,3 %  | 18,5 % |
| République tchèque | 2,96  | 2,62  | 2,52  | 2,03   | 2,10   | 2,13   | 4,4 %  | 7,9 %  |
| Pays-Bas | 0,31  | 3,70  | 3,00  | 2,25   | 2,21   | 2,11   | 4,4 %  | 3,6 %  |
| Autriche | 0,61  | 1,02  | 1,84  | 1,83   | 1,78   | 1,81   | 3,7 %  | 6,5 %  |
| Roumanie | 6,16  | 3,57  | 1,65  | 1,27   | 1,28   | 1,26   | 2,6 %  | 5,3 %  |
| Royaume-Uni | 0     | 2,44  | 1,27  | 1,30   | 1,30   | 1,33   | 2,7 %  | 1,0 %  |
| Hongrie | 1,59  | 1,45  | 1,09  | 0,98   | 1,06   | 1,04   | 2,1 %  | 5,1 %  |
| Lituanie | 2,08  | 0,83  | 0,92  | 0,80   | 0,83   | 0,92   | 1,9 %  | 14,3 % |
| Slovaquie | 0,65  | 0,62  | 0,85  | 0,63   | 0,67   | 0,67   | 1,4 %  | 6,1 %  |
| Bulgarie | 4,54  | 0,88  | 0,96  | 0,82   | 0,78   | 0,66   | 1,4 %  | 6,5 %  |
| Lettonie | 2,01  | 0,60  | 0,58  | 0,50   | 0,58   | 0,60   | 1,2 %  | 15,3 % |
| Estonie | 2,08  | 0,51  | 0,53  | 0,43   | 0,47   | 0,48   | 1,0 %  | 16,2 % |
| Belgique | 0,22  | 0,49  | 0,64  | 0,51   | 0,49   | 0,42   | 0,9 %  | 1,0 %  |
| Croatie | 0,29  | 0,21  | 0,25  | 0,21   | 0,22   | 0,23   | 0,5 %  | 3,2 %  |
| Portugal | 0,03  | 0,13  | 0,34  | 0,24   | 0,21   | 0,21   | 0,4 %  | 1,3 %  |
| Slovénie | 0,19  | 0,19  | 0,19  | 0,17   | 0,17   | 0,18   | 0,4 %  | 3,6 %  |
| Luxembourg | 0     | 0,01  | 0,07  | 0,05   | 0,05   | 0,06   | 0,1 %  | 1,6 %  |
| Grèce | 0     | 0,03  | 0,05  | 0,05   | 0,05   | 0,05   | 0,1 %  | 0,3 %  |
| Autres pays européens ou voisins : |       |       |       |        |        |        |        |        |
| Norvège | 0,07  | 0,13  | 0,38  | 0,43   | 0,47   | 0,49   |        | 2,4 %  |
| Suisse | 0,33  | 0,40  | 0,49  | 0,44   | 0,48   | 0,49   |        | 2,6 %  |
| Islande | 0,34  | 0,39  | 0,46  | 0,60   | 0,75   | 0,64   |        | 21,7 % |
| Turquie | 0     | 0,39  | 1,23  | 0,99   | 0,93   | 1,03   |        | 1,0 %  |
| Ukraine | 30,67 | 13,27 | 12,48 | 7,53   | 8,34   | 7,84   |        | 15,7 % |
| Russie | 203,0 | 136,8 | 114,6 | 103,30 | 105,27 | 106,14 |        | 21,8 % |
| Source : Agence internationale de l'énergie. * : part du pays dans la consommation de chaleur de réseau de l'UE-28. ** part de la consommation de chaleur de réseau dans la consommation finale d'énergie du pays. |       |       |       |        |        |        |        |        |

## Impact environnemental

### Émissions de gaz à effet de serre liées à l'énergie
| Pays                                                                          | 1990  | 2000  | 2010  | 2015  | 2016  | 2017  | 2018  | % 2018 | var.2018 /1990 |
| ----------------------------------------------------------------------------- | ----- | ----- | ----- | ----- | ----- | ----- | ----- | ------ | -------------- |
| Total EU-28                                                                   | 4 350 | 4 023 | 3 812 | 3 382 | 3 361 | 3 367 | 3 284 | 100 %  | -24,5 %        |
| Allemagne                                                                     | 1 037 | 870   | 802   | 767   | 770   | 752   | 720   | 21,9 % | -30,5 %        |
| Royaume-Uni                                                                   | 612   | 563   | 505   | 413   | 391   | 379   | 372   | 11,3 % | -39,2 %        |
| Italie                                                                        | 424   | 457   | 426   | 357   | 353   | 349   | 344   | 10,5 % | -18,7 %        |
| Pologne                                                                       | 382   | 322   | 342   | 319   | 330   | 343   | 342   | 10,4 % | -10,5 %        |
| France                                                                        | 381   | 394   | 367   | 319   | 322   | 326   | 312   | 9,5 %  | -18,2 %        |
| Espagne                                                                       | 213   | 290   | 266   | 255   | 244   | 259   | 253   | 7,7 %  | +18,9 %        |
| Pays-Bas                                                                      | 159   | 167   | 179   | 162   | 162   | 160   | 155   | 4,7 %  | -2,0 %         |
| République tchèque                                                            | 161   | 122   | 112   | 99    | 100   | 99    | 97    | 3,0 %  | -39,9 %        |
| Belgique                                                                      | 104   | 106   | 100   | 87    | 85    | 85    | 86    | 2,6 %  | -17,6 %        |
| Roumanie                                                                      | 176   | 100   | 86    | 79    | 76    | 79    | 77    | 2,3 %  | -56,2 %        |
| Grèce                                                                         | 77    | 97    | 93    | 71    | 67    | 70    | 67    | 2,0 %  | -12,6 %        |
| Autriche                                                                      | 53    | 55    | 59    | 53    | 54    | 56    | 55    | 1,7 %  | +3,6 %         |
| Portugal                                                                      | 41    | 60    | 49    | 48    | 47    | 51    | 48    | 1,5 %  | +19,2 %        |
| Hongrie                                                                       | 68    | 55    | 49    | 43    | 44    | 46    | 46    | 1,4 %  | -33,5 %        |
| Finlande                                                                      | 54    | 54    | 60    | 41    | 43    | 41    | 42    | 1,3 %  | -21,2 %        |
| Bulgarie                                                                      | 71    | 41    | 46    | 46    | 43    | 45    | 41    | 1,3 %  | -42,2 %        |
| Irlande                                                                       | 31    | 42    | 40    | 37    | 38    | 37    | 37    | 1,1 %  | +17,9 %        |
| Danemark                                                                      | 52    | 54    | 49    | 35    | 36    | 34    | 34    | 1,0 %  | -35,6 %        |
| Slovaquie                                                                     | 56    | 36    | 33    | 28    | 29    | 30    | 29    | 0,9 %  | -47,9 %        |
| Estonie                                                                       | 36    | 15    | 19    | 16    | 17    | 19    | 18    | 0,5 %  | -51,5 %        |
| Croatie                                                                       | 22    | 18    | 20    | 17    | 17    | 17    | 16    | 0,5 %  | -24,3 %        |
| Slovénie                                                                      | 15    | 15    | 16    | 13    | 14    | 14    | 14    | 0,4 %  | -3,5 %         |
| Autres pays européens ou voisins :                                            |       |       |       |       |       |       |       |        |                |
| Norvège                                                                       | 29    | 36    | 41    | 39    | 38    | 37    | 38    |        | +27,7 %        |
| Suisse                                                                        | 42    | 42    | 43    | 37    | 37    | 37    | 35    |        | -15,8 %        |
| Turquie                                                                       | 140   | 216   | 287   | 341   | 360   | 380   | 373   |        | +167 %         |
| Source : Eurostat * gaz à effet de serre : CO2, N2O, CH4, HFC, PFC, SF6, NF3. |       |       |       |       |       |       |       |        |                |

### Émissions de dioxyde de carbone liées à l'énergie
Selon les premières estimations d'Eurostat, les émissions de dioxyde de carbone (CO2) liées à la consommation énergétique des 27 États membres ont reculé de 2,8 % en 2022. Ils en ont émis 2,4 Gt (milliards de tonnes), soit environ 7 % du total mondial. Dix-sept pays européens ont enregistré une baisse de leurs émissions, en particulier les Pays-Bas (-12,8 %), le Luxembourg (-12 %) et la Belgique (-9,7 %). Parmi ceux dont les émissions ont augmenté : la Bulgarie (+12 %), le Portugal (+9,9 %) et l'Espagne (+3,5 %). Celles de la France ont reculé de 4,5 %, celles de l'Allemagne de 3,1 %. L'Allemagne représente un quart de toutes les émissions de l'Union européenne, l'Italie 12 % et la Pologne 11 %. Les émissions liées à la combustion de gaz naturel ont reculé de 13 %, grâce à la clémence des températures hivernales et aux efforts engagés par les pays de l'UE pour atteindre l'objectif de réduction de la demande de gaz introduit en août 2022. Les émissions provenant du charbon et des schistes bitumineux ont progressé de 3 % et celles du pétrole et des produits pétroliers de 1 %. Les importations d'électricité n'affectent pas les émissions des pays, car celles-ci sont déclarées dans le pays où l'électricité a été produite,.
| Total EU-28         | 100 %  | +1,8 %  | 100 %  | -2,5 % | -      | -       |         |         |
| Total EU-27         | -      | -       | -      | -      | 100 %  | -4,3 %  | -2,8 %  | -13,2 % |
| Allemagne           | 23,0 % | -0,2 %  | 22,5 % | -5,4 % | 25,1 % | -4,6 %  | -3,1 %  | -15,4 % |
| Italie              | 10,7 % | +3,2 %  | 10,0 % | -3,5 % | 11,8 % | -2,0 %  | -2,8 %  | -9,9 %  |
| France              | 10,0 % | +3,2 %  | 10,0 % | -3,5 % | 11,2 % | -2,0 %  | -4,5 %  | -10,4 % |
| Pologne             | 9,8 %  | +3,8 %  | 10,3 % | +3,5 % | 11,2 % | -5,7 %  | -2,8 %  | -17,6 % |
| Espagne             | 7,7 %  | +7,4 %  | 7,7 %  | -3,2 % | 8,7 %  | -7,2 %  | +3,5 %  | -3,9 %  |
| Pays-Bas            | 5,0 %  | +2,3 %  | 4,7 %  | -4,6 % | 5,3 %  | -5,6 %  | -12,8 % | -22,4 % |
| République tchèque  | 3,0 %  | +1,0 %  | 3,0 %  | -0,1 % | 3,4 %  | -2,2 %  | +2,2 %  | -18,6 % |
| Belgique            | 2,3 %  | -2,4 %  | 2,4 %  | -0,3 % | 2,9 %  | -0,4 %  | -9,7 %  | -13,5 % |
| Roumanie            | 2,1 %  | +6,8 %  | 2,2 %  | -0,3 % | 2,5 %  | -4,2 %  | -6,0 %  | -15,6 % |
| Grèce               | 2,1 %  | +4,0 %  | 2,1 %  | -3,6 % | 2,2 %  | -8,9 %  | +3,3 %  | -18,9 % |
| Autriche            | 1,7 %  | +3,0 %  | 1,7 %  | -1,1 % | 2,0 %  | +2,8 %  | -6,9 %  | -11,4 % |
| Portugal            | 1,5 %  | +7,3 %  | 1,4 %  | -9,0 % | 1,6 %  | -8,7 %  | +9,9 %  | -2,3 %  |
| Hongrie             | 1,4 %  | +6,9 %  | 1,4 %  | -0,8 % | 1,6 %  | -1,5 %  | -8,6 %  | -15,1 % |
| Bulgarie            | 1,5 %  | +8,3 %  | 1,3 %  | -8,1 % | 1,5 %  | -4,1 %  | +12,0 % | -18,1 % |
| Finlande            | 1,3 %  | -5,9 %  | 1,3 %  | +1,9 % | 1,5 %  | -5,1 %  | -3,1 %  | -47,4 % |
| Irlande             | 1,2 %  | -2,9 %  | 1,1 %  | -6,8 % | 1,3 %  | -4,2 %  | -2,3 %  | +2,1 %  |
| Danemark            | 1,0 %  | -5,8 %  | 1,0 %  | -0,2 % | 1,1 %  | -9,0 %  | -1,4 %  | -27,4 % |
| Slovaquie           | 0,8 %  | +3,7 %  | 0,9 %  | +2,4 % | 1,0 %  | -8,9 %  | -3,2 %  | -2,8 %  |
| Estonie             | 0,6 %  | +11,3 % | 0,5 %  | +4,5 % | 0,6 %  | -22,1 % | +3,9 %  | -25,5 % |
| Croatie             | 0,5 %  | +1,2 %  | 0,5 %  | -4,3 % | 0,6 %  | -0,2 %  | +0,8 %  | -13,7 % |
| Slovénie            | 0,4 %  | +3,1 %  | 0,4 %  | -0,4 % | 0,5 %  | -4,9 %  | -2,2 %  | -11,0 % |
| Royaume-Uni         | 11,2 % | -3,2 %  | 11,4 % | -0,3 % | -      | -4,3 %  |         |         |
| Source : Eurostat,. |        |         |        |        |        |         |         |         |

Selon les premières estimations d'Eurostat, les émissions de dioxyde de carbone (CO2) provenant de la combustion de combustibles fossiles (produits pétroliers, charbon, tourbe et gaz naturel) ont diminué de 4,3% en 2019 par rapport à 2018 dans l'Union Européenne à 27 États membres ; elles contribuent fortement au réchauffement de la planète et représentent environ 80 % de l’ensemble des émissions de gaz à effet de serre dans l’UE. Cette diminution peut être expliqué par l'augmentation substantielle du prix du système d'échange de quotas d'émission de l'UE qui a entrainé une nette baisse de la consommation de combustibles fossiles solides. Ces émissions sont à la baisse pour la deuxième année consécutive et elles sont inférieures de plus de 20 % par rapport à leur niveau de 1990 ; Eurostat avait estimé une diminution de 2,5% en 2018 alors qu'elles avaient augmenté de 1,8% en 2017.

## Politique énergétique
Le Conseil des ministres de l'Union européenne a adopté le 24 octobre 2014 un accord qui engage leurs pays à diminuer les émissions de gaz à effet de serre d'au moins 40 % en 2030 par rapport aux niveaux de 1990, porter la part des énergies renouvelables à 27 %, économiser 27 % des consommations d'énergie et tendre vers un taux d'interconnexion de 15 %.
En 2014 un jugement de la Cour de justice de l'Union européenne a confirmé le droit des États à réserver leurs aides nationales aux énergies renouvelables aux installations situées sur leur territoire. Les énergies renouvelables seraient pourtant mieux utilisées si elles étaient exploitées dans les régions où les conditions météorologiques sont les plus favorables ; l'Allemagne a cinq fois plus de surface de panneaux solaires que l'Espagne ou la Grèce, et la puissance éolienne installée en Espagne est deux fois supérieure à celle du Royaume-Uni, pourtant mieux venté. Mais chaque pays tient à ce que ses aides créent des emplois sur son territoire, sans prendre en compte le coût très élevé de ces créations d'emplois.
L'Agence européenne pour l'environnement (AEE) a annoncé le 28 octobre 2014 que les émissions de gaz à effet de serre dans l’Union européenne (UE) ont diminué de près de 2 % entre 2012 et 2013, ce qui rapproche beaucoup l’UE de son objectif de réduction pour 2020. L’Union européenne est également en avance sur sa trajectoire prévue pour atteindre 20 % d’énergies renouvelables en 2020, et sa consommation énergétique diminue plus rapidement que strictement nécessaire pour atteindre l'objectif d'efficacité énergétique pour 2020. Les nouveaux objectifs fixés pour 2030 impliqueront cependant des efforts supplémentaires. Dans son rapport détaillé en anglais, l'AEE précise que les premières estimations de la baisse des émissions en 2013 est de 1,8 % et que le niveau des émissions européennes en 2013 est inférieur de 19 % au niveau de référence de 1990 ; l'objectif de baisse de 20 % d'ici 2020 sera donc très probablement dépassé ; l'EEA estime que le résultat 2020 devrait être au pire de -21 %, et même de -24 % si toutes les mesures additionnelles annoncées par les pays membres sont pleinement appliquées. La part des énergies renouvelables dans la consommation finale d'énergie atteignait 14,1 % en 2012, supérieure à l'objectif intermédiaire 2012 : 13 %. Mais, si neuf états membres sur en voie d'atteindre leurs trois objectifs 2020, d'autres sont en retard, en particulier l'Allemagne et la Belgique, dont les émissions de gaz à effet de serre et la progression de l'efficacité énergétique sont nettement en retard sur la trajectoire prévue. L'EEA reconnait par ailleurs que la récession économique et la désindustrialisation ont joué un rôle important en faisant baisser l'activité, donc la demande d'énergie ; à l'inverse, la récession a gravement perturbé le fonctionnement du marché des quotas d'émissions et freiné les investissements dans les énergies renouvelables.
La Commission européenne a dévoilé le 25 février 2015 son plan d'action pour relancer l'Europe de l'énergie, dont les principaux axes sont la réforme du marché européen des quotas de carbone, la promotion de l'efficacité énergétique, l'interconnexion des réseaux et la réduction de la dépendance énergétique par une intervention de Bruxelles aux côtés des états dans leurs négociations d'accords avec des pays tiers.
Dans ce plan d'action, la Commission européenne insiste sur l'objectif que chaque État membre soit en mesure d’exporter vers ses voisins au moins 10 % de la production de ses centrales électriques afin d'améliorer la sécurité d’approvisionnement des consommateurs en cas de panne ou de pénurie, de faciliter l'intégration des énergies intermittentes (éolien et solaire) et de favoriser ainsi la baisse des prix de l’électricité sur les marchés de gros. Seize états membres atteignent déjà cet objectif (dont la France) ; les douze états ne satisfaisant pas cet objectif sont les pays insulaires ou péninsulaires  (Irlande, Grande-Bretagne, Portugal, Espagne, Italie…) ainsi que les pays baltes, la Pologne et la Roumanie. La Commission chiffre à 40 milliards d’euros les investissements nécessaires. Trente-sept « projets d’intérêt commun » ont été recensés en 2013 et bénéficient de procédures accélérées, voire de financements. Bruxelles évoque même un objectif de 15 % à l'horizon 2030, dont la pertinence reste à évaluer au cas par cas.
La Commission européenne a publié le 30 novembre 2016 son projet de « paquet énergie » 2020-2030, visant à réorganiser le marché pour atteindre la baisse de 40 % des émissions de gaz à effet de serre sur laquelle l'Union européenne s'est engagée dans le cadre de l'Accord de Paris sur le climat. Le texte sera soumis au Conseil et au Parlement en 2017. Il fixe deux grands objectifs pour 2030 : atteindre 27 % d'énergies renouvelables dans la consommation totale d'énergie, alors que l'objectif actuel de 20 % en 2020, est en bonne voie, et améliorer l'efficacité énergétique de 30 % par rapport au niveau de 1990. Les énergies vertes seront soutenues par des efforts d'investissement et un accès simplifié au marché et aux réseaux. Une réorganisation du marché de gros est prévue, autorisant des échanges à plus court terme, plus adaptés aux productions variables des renouvelables ; l'autoconsommation sera encouragée ; des « mécanismes de capacité » permettront de maintenir en fonctionnement des centrales à gaz ou à charbon pour répondre au pic de demande et compenser l'intermittence des énergies reouvelables. La Fondation Nicolas Hulot, WWF et le Réseau Action Climat juge ce projet trop peu ambitieux et trop peu contraignant. La profession s'inquiète d'autres propositions : alors que jusqu'ici, les éoliennes et les panneaux solaires bénéficient d'une « priorité d'injection » sur le réseau, le projet propose que pour les nouvelles installations, un gestionnaire de réseau pourrait demander un arrêt momentané pour éviter un déséquilibre entre l'offre et la demande. Par ailleurs, la Commission propose de réduire la part des biocarburants de première génération de 7 % en 2020 à 3,8 % en 2030, en réponse aux critiques des ONG, qui dénoncent l'impact de ces biocarburants sur la production alimentaire ou la déforestation, et leur bilan carbone peu convaincant.
En 2018, la Commission, le Conseil et le Parlement (directive 2018/2001) fixent l'objectif de 32 % de renouvelables dans la consommation finale brute de l'UE en 2030, ainsi qu'un objectif de 14 % d'énergies renouvelables dans les transports en 2030 ; les agrocarburants de première génération seront gelés au niveau de leur production de 2020, et ceux à base d'huile de palme devront disparaître d'ici 2030, et pour commencer leurs importations seront gelées au niveau atteint en 2019 ; la part des biocarburants avancés et du biogaz doit être d'au moins 1 % en 2025 et d'au moins 3,5 % en 2030,.
Le 28 novembre 2018, la Commission européenne publie une communication proposant une stratégie énergétique à long terme (2050) axée sur la décarbonation de la consommation d'énergie, réduisant les émissions de 90 % d'ici 2050 par la combinaison de mesures d'amélioration de l'efficacité énergétique, d'augmentation de la part de l'électricité dans la consommation finale d'énergie (53 % en 2050 contre 20 % en 2017), d'utilisation accrue des énergies renouvelables et du nucléaire (respectivement 80 % et 15 % de la production d'électricité en 2050), de développement de l'hydrogène, etc.
Le 14 novembre 2019, la Banque européenne d'investissement annonce la décision de son conseil d'administration d'exclure toutes les énergies fossiles, y compris le gaz naturel, de ses financements d'ici à 2021. Les actionnaires de la banque ont également fixé l'objectif de porter à 50 % d'ici 2025 la part des projets visant à lutter contre le dérèglement climatique, pour lesquels ils ont décidé de mobiliser d'ici à 2030 quelque 1 000 milliards d'euros d'investissement conformément aux engagements de la nouvelle présidente de la Commission européenne Ursula von der Leyen, afin de réduire de 50 % les émissions de gaz à effet de serre de l'Union avant fin 2030.
Le 20 avril 2021, le Parlement européen et les représentants des États se mettent d'accord pour rehausser l'objectif de réduction des émissions de gaz à effet de serre de l'Union européenne de 40 % jusqu'ici à « au moins 55 % » d'ici à 2030, comparé à 1990, et pour rendre contraignant l'engagement des Européens à atteindre la neutralité climatique d'ici 2050. L'accord plafonne la part des puits de carbone qui peut être comptabilisée, ce qui permet de sanctuariser une réduction brute de 53 %.
Le 7 avril 2022, le Parlement européen vote à une écrasante majorité une résolution en faveur d'un embargo « total et immédiat » sur les importations « de pétrole, de charbon, de combustible nucléaire et de gaz russes ».
Le 30 août 2022, les pays riverains de la mer Baltique, réunis à Marienborg, résidence d'été du Premier ministre danois, décident d'investir massivement dans la transition énergétique pour mettre fin à leur dépendance aux hydrocarbures russes : la capacité de production d'électricité des éoliennes en mer Baltique doit être multipliée par sept d'ici à 2030, passant de 3 à 20 GW.
Le 7 septembre 2022, la présidente de la Commission européenne Ursula von der Leyen présente un plan pour atténuer les prix élevés de l'énergie, comprenant un plafonnement des revenus des producteurs d'électricité, un objectif contraignant de réduction de la consommation d'électricité aux heures de pointe, un plafonnement des prix du gaz russe, la récupération des bénéfices excédentaires des entreprises du secteur de l'énergie par une « contribution de solidarité » et la fourniture rapide de garanties publiques aux fournisseurs d'énergie pour sécuriser leurs contrats à terme. Le gaz russe ne représente plus que 9 % du gaz importé en Europe, contre 40 % au début de la guerre en Ukraine. Vladimir Poutine menace de couper les exportations russes d'hydrocarbures si l'Union européenne met en œuvre la proposition de la Commission de plafonner leur prix.
Le 3 octobre 2022, l'Agence internationale de l'énergie met en garde les Européens : « les économies de gaz seront cruciales pour faire face à de potentielles vagues de froid tardives en Europe ». Elle estime qu'une baisse de la demande de gaz de 9 à 13 % est nécessaire en Europe jusqu'à la fin de l'hiver, par rapport à une consommation moyenne observée au cours des cinq dernières années, afin de faire face à la coupure des approvisionnements russes, aux risques de vagues de froid, et au risque de moindre disponibilité de GNL si les pays asiatiques augmentent leurs achats.
L'Initiative des trois mers, fondée au lendemain de l'annexion de la Crimée par la Russie en 2014, se réunit les 6 et 7 septembre 2023 à Bucarest, en Roumanie. Elle regroupe 12 États d'Europe centrale et orientale, membres de l'Union européenne, formant un territoire de 111 millions d'habitants reliant la Baltique, la mer Noire et l'Adriatique. La Grèce les rejoindra lors du sommet, apportant un accès à la mer Égée. La Géorgie, la Moldavie et la Macédoine du Nord pourraient y adhérer ultérieurement, et l'Ukraine est « partenaire associé » depuis 2022. Le projet de l'Initiative consiste à construire un axe Nord-Sud sur le flanc est de l'Europe, en développant des infrastructures de transport, d'énergie ou encore dans le numérique, pour remplacer l'axe Est-Ouest avec la Russie. La Pologne et la Lituanie ont déjà construit des terminaux d'importation de gaz naturel liquéfié (GNL) sur la Baltique pour se passer du gaz russe, ainsi que la Croatie sur l'Adriatique et la Grèce en mer Égée, avec le port d'Alexandroúpoli, en lien avec la Bulgarie. Le projet Via Carpatia regroupe des chantiers d'infrastructures routières orientées Nord-Sud, entre la Pologne et la Grèce. L'Union européenne apporte une part importante des financements, ainsi que les États-Unis.